# Schmetterlingsblütler
Die Schmetterlingsblütler (Faboideae) sind eine artenreiche Unterfamilie der Familie der Hülsenfrüchtler (Fabaceae oder früher Leguminosae). In dieser Unterfamilie gibt es viele Arten, die auf unterschiedlichste Art und Weise vom Menschen genutzt werden. Es gibt eine Vielzahl von Berichten über Interaktionen zwischen Tierarten und Arten dieser Unterfamilie. Durch die Symbiose mit Knöllchenbakterien sind sie für viele Ökosysteme, aber auch für landwirtschaftlich genutzte Böden als Nährstofflieferanten wichtig.

## Beschreibung
Insgesamt ist diese artenreiche Unterfamilie sehr verschiedengestaltig und es können nur wenige gemeinsame Merkmale genannt werden.

### Vegetative Merkmale
Es sind verholzende Pflanzen: Bäume, Sträucher und auch einige Lianen; oder es sind krautige Pflanzen: einjährige bis ausdauernde.
Die Laubblätter sind meist wechselständig angeordnet. Gefiederte Laubblätter gelten als ursprünglich, dies kann paarig oder unpaarig sein: Es treten allerdings zahlreiche Abwandlungen und Metamorphosen auf, z. B.: dreiblättrig (Klee) oder einblättrig (Tragant). Nebenblätter (Stipeln) sind vorhanden und oft wichtige Bestimmungsmerkmale auf Gattungs- und Artebene, denn sie sind sehr vielgestaltig: von lange haltbar bis schnell vergänglich, von winzig bis auffällig groß, sie können mit den Blattstielen mehr oder weniger stark verwachsen und es gibt vielfältige Formen. Die Nebenblätter können zu Dornen umgebildet sein (Robinia) oder übernehmen Blattfunktion, da Laubblätter zu Ranken umgebildet (Lathyrus aphaca) sind.

### Blütenstände und Blüten
Die Blüten sind in traubigen Blütenständen angeordnet, die auch so dicht sein können, dass köpfchenförmige Blütenstände entstehen.
Die zwittrigen Blüten sind zygomorph und fünfzählig. Es kann ein Blütenbecher vorhanden sein. Es gibt fünf (oft aber auch vier) Kelchblätter. In der Regel gibt es fünf Kronblätter, die als charakteristisches Merkmal dieser Unterfamilie in der typischen Form der Schmetterlingsblüten angeordnet sind. Das mittlere obere Kronblatt ist oft vergrößert und nach oben gebogen (im Bild rechts etwas dunkler rötlich). Man nennt es „Fahne“. Die beiden unteren Kronblätter sind miteinander verwachsen oder zumindest miteinander verklebt und bilden eine gekielte, kahnähnliche, oft an der Spitze nach oben gebogene Wanne, das „Schiffchen“. In dieser liegen die Staubblätter und das Fruchtblatt bestehend aus Fruchtknoten, Griffel und Narbe. Die beiden seitlichen Kronblätter schließlich bilden neben dem Schiffchen die so genannten „Flügel“. Oft umhüllen sie das Schiffchen vollkommen. Man nennt diese Art von Blüte eine „Schmetterlingsblüte“.
Die Anzahl der Staubblätter beträgt zehn (selten neun oder fünf). Die Staubfäden sind bis auf einen, der frei ist, miteinander verwachsen. Die Blütenformel der Faboideae lautet {\displaystyle \downarrow K_{(5)}C_{3+(2)}A_{(10)}G_{\underline {1}}} oder {\displaystyle \downarrow K_{(5)}C_{3+(2)}A_{(9)+1}G_{\underline {1}}}, davon gibt es aber zahlreiche Abweichungen bei Gattungen oder Arten.

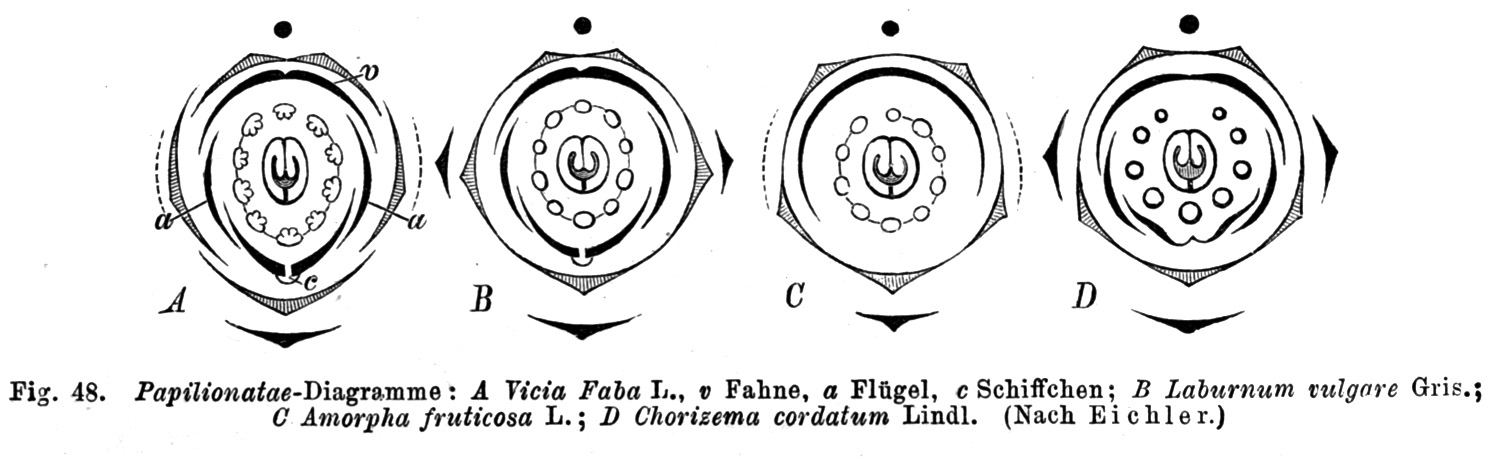
Blütendiagramme der Faboideae: A = Vicia faba, B = Laburnum anagyroides, C = Amorpha fruticosa, D = Chorizema cordatum

### Früchte
Die Hülsenfrüchtler haben ihren Namen von der „Hülsenfrucht“, einem Fruchttyp, der nur in dieser Familie vorkommt.

Unterschiedliche Formen bei Hülsenfrüchten
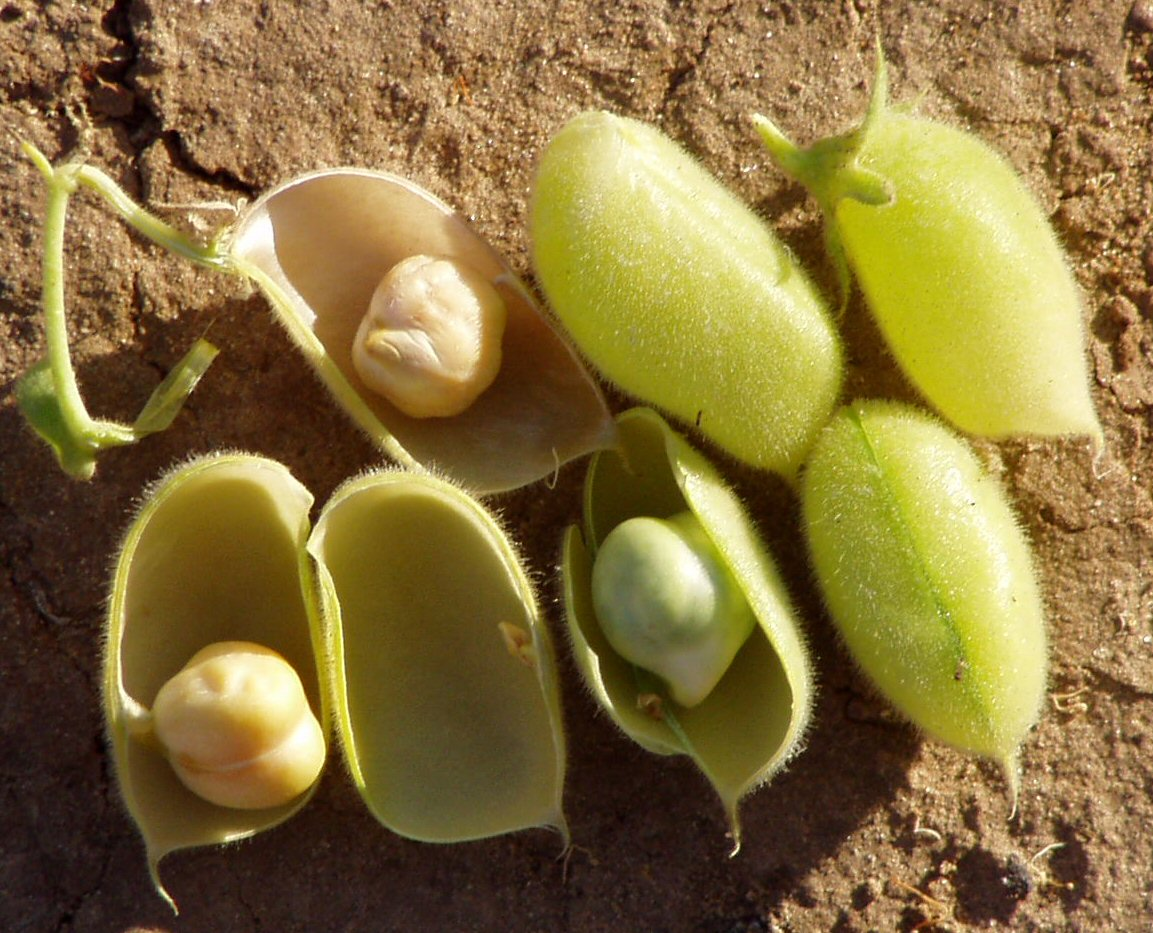
Tribus Cicereae: Cicer arietinum
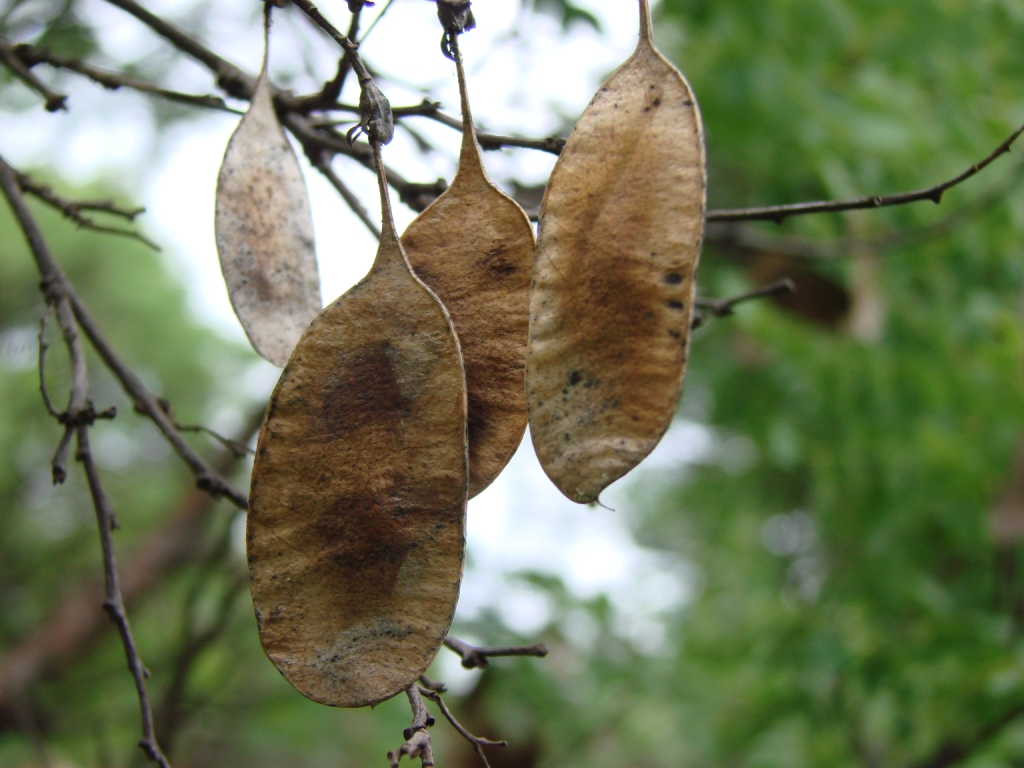
Tribus Dalbergieae: Dalbergia miscolobium
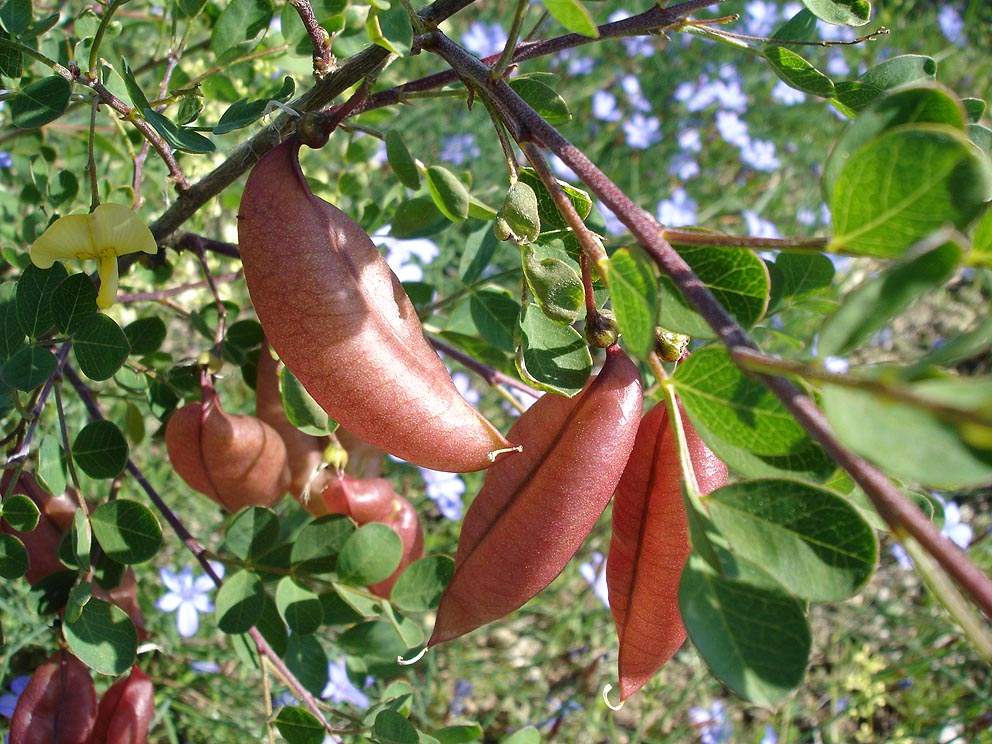
Tribus Galegeae: Colutea arborescens
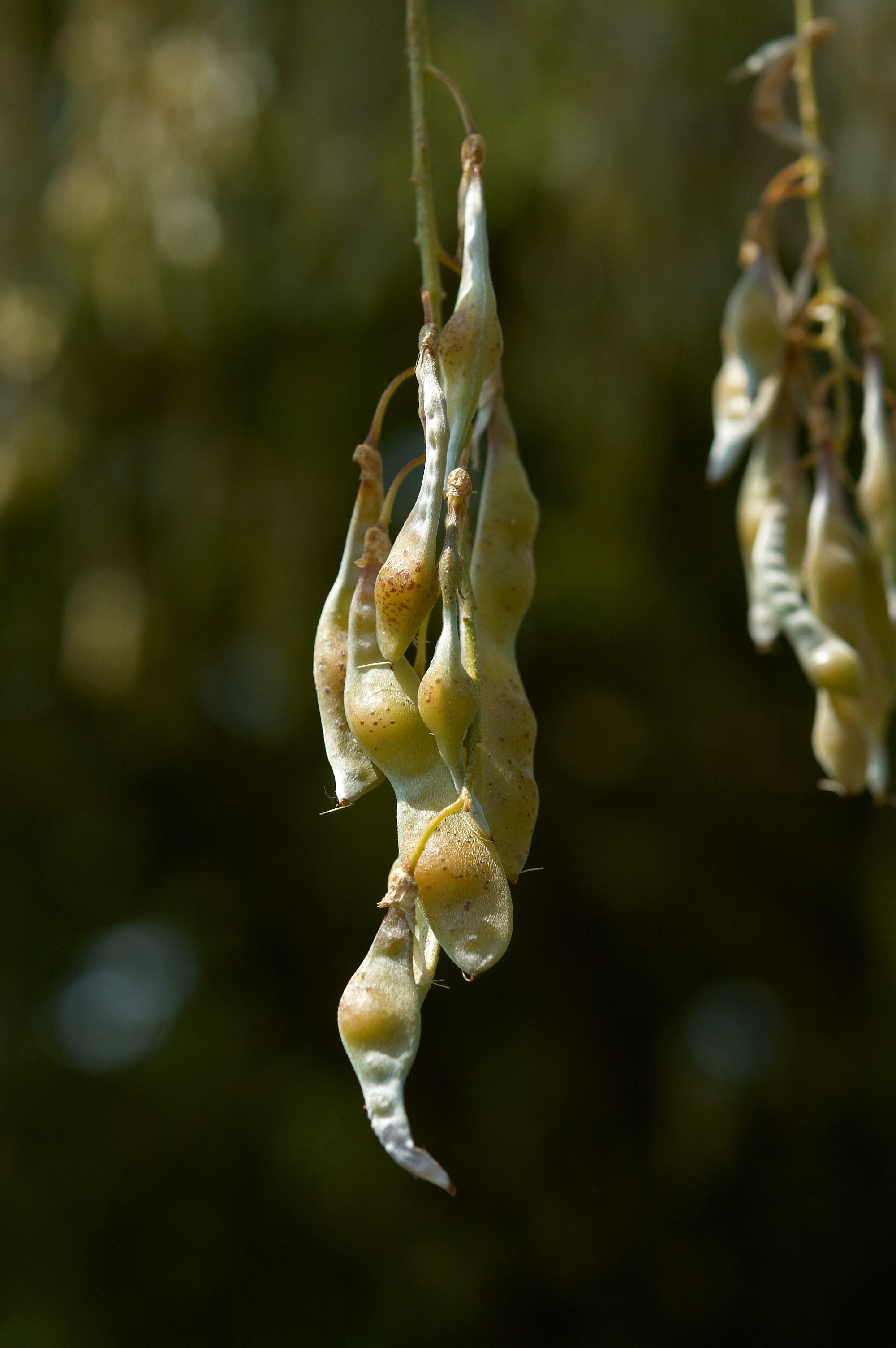
Tribus Genisteae: Laburnum anagyroides
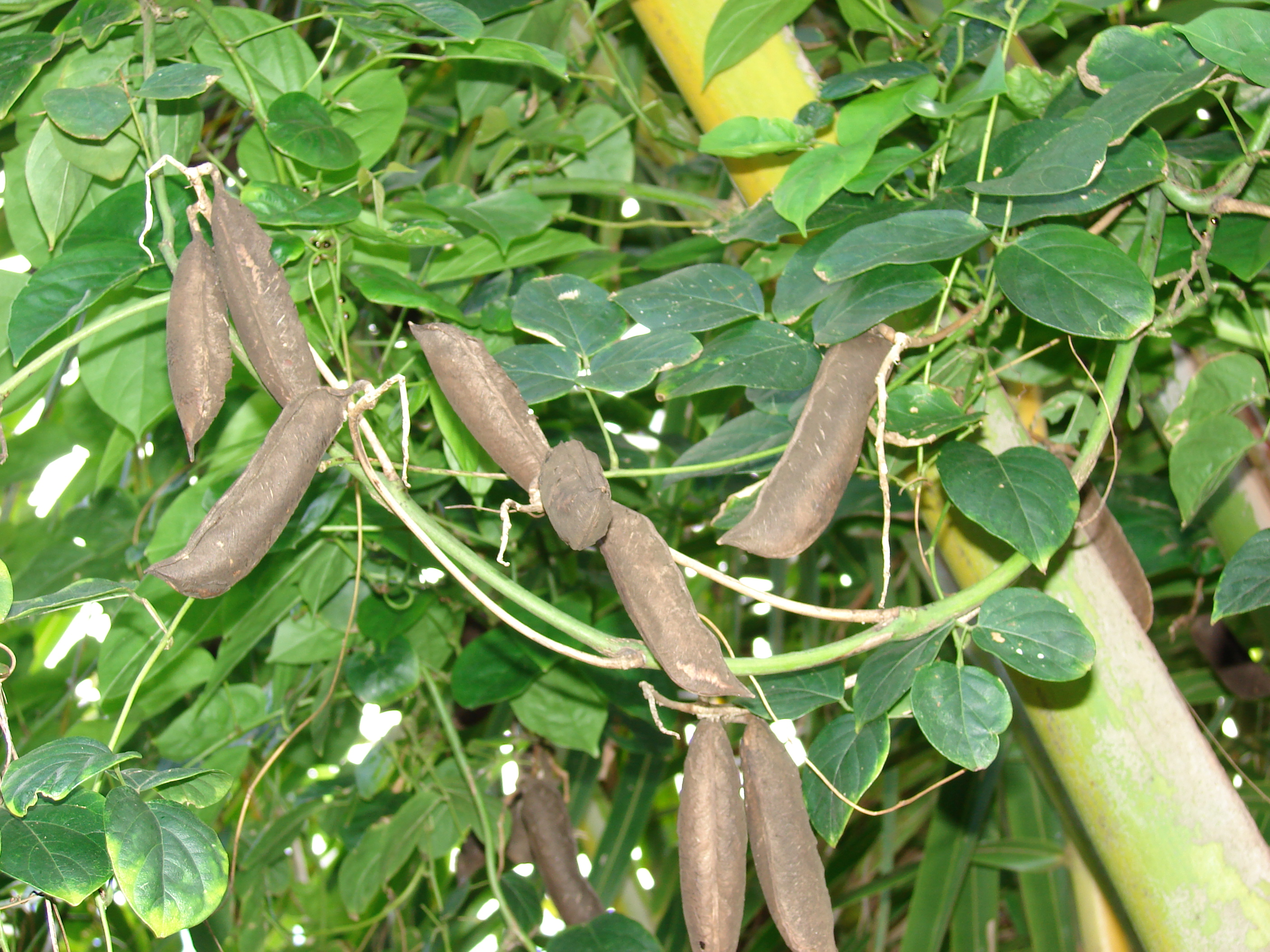
Tribus Phaseoleae: Canavalia cathartica
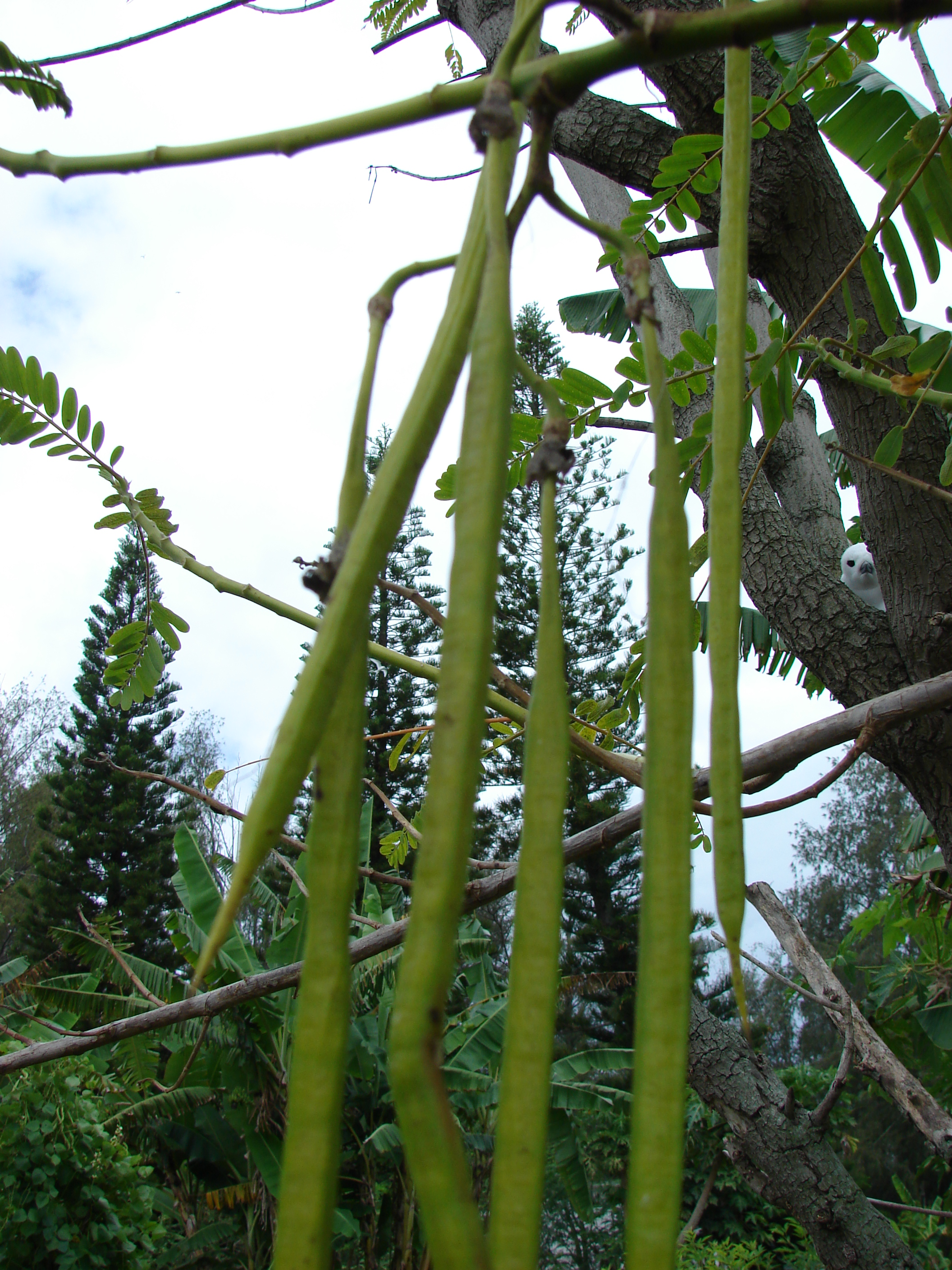
Tribus Sesbanieae: Sesbania grandiflora
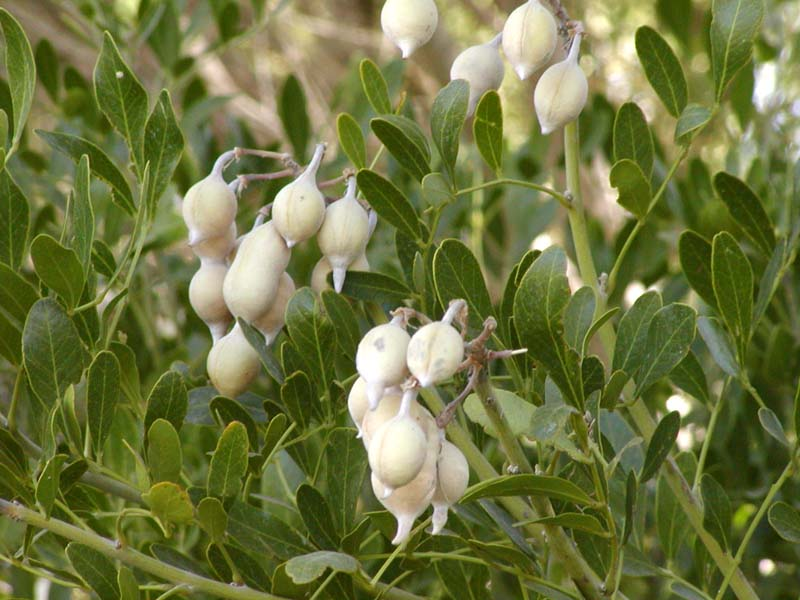
Tribus Sophoreae: Sophora secundiflora
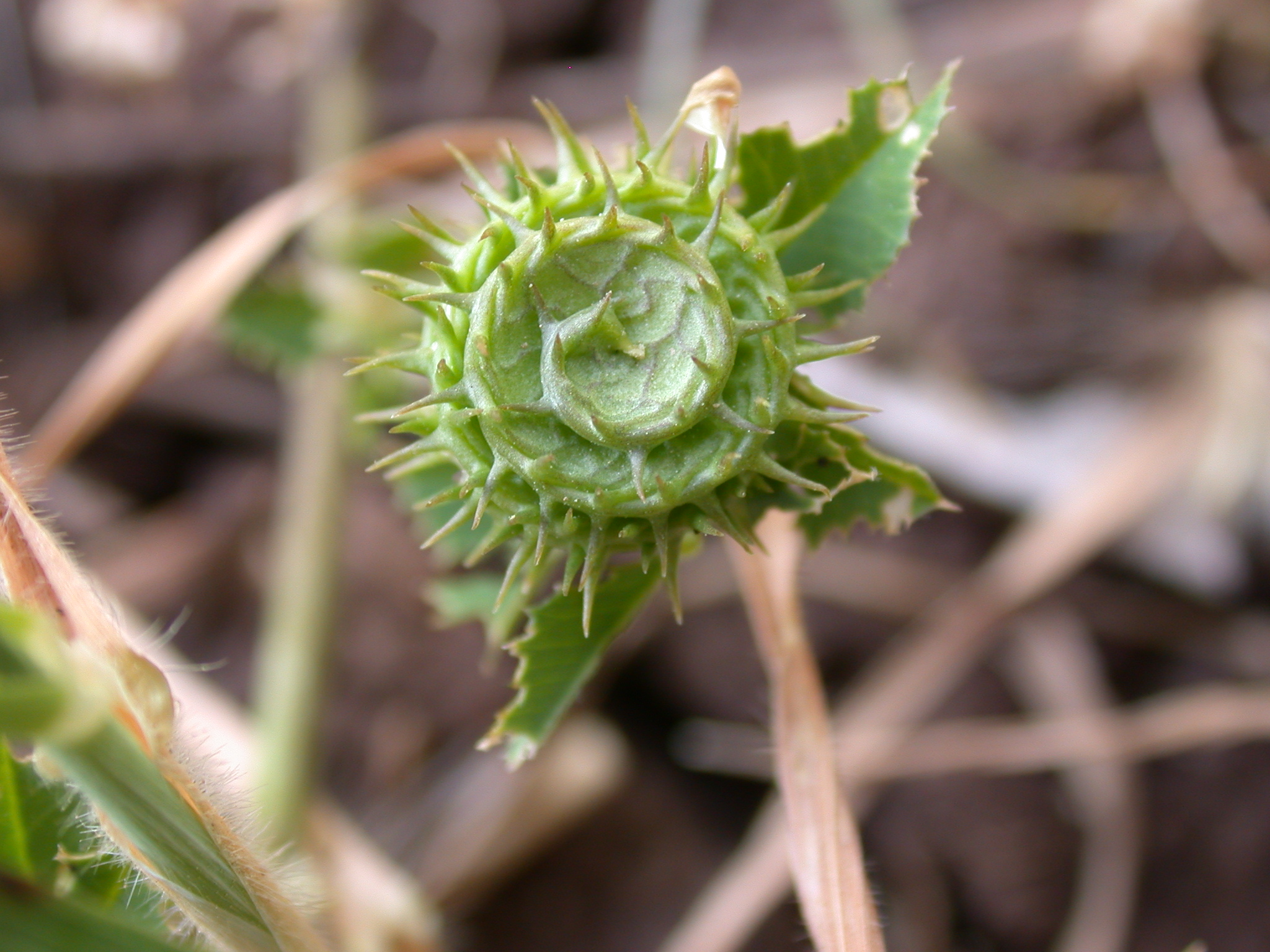
Tribus Trifolieae: Medicago granadensis

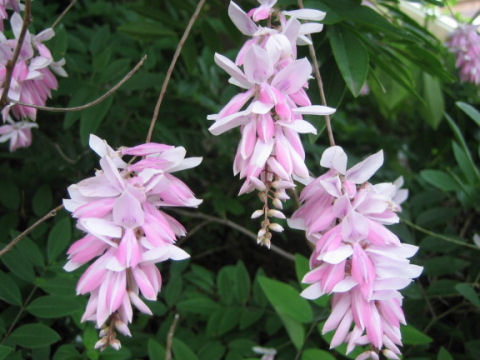
Tribus Abreae: Abrus precatorius

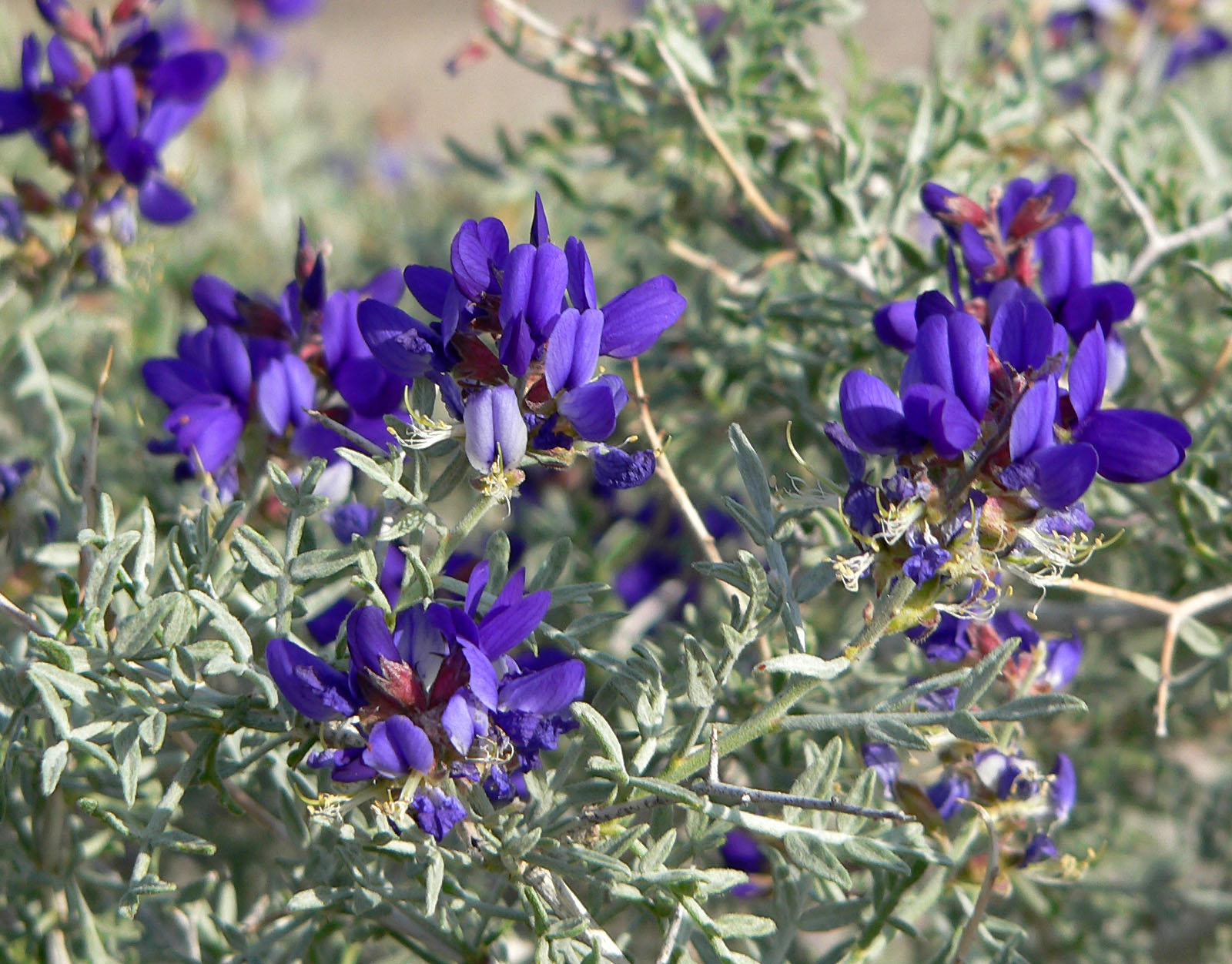
Tribus Amorpheae: Psorothamnus fremontii

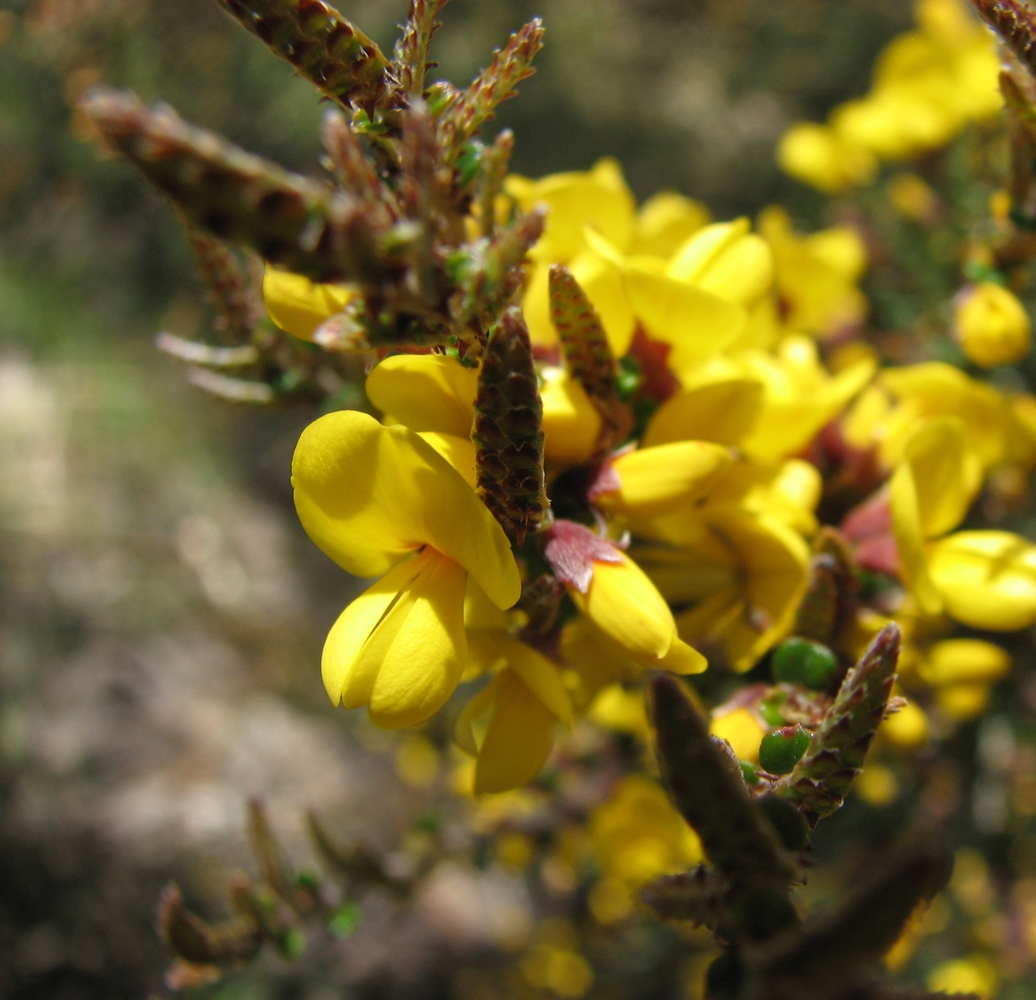
Tribus Bossiaeeae: Bossiaea foliosa

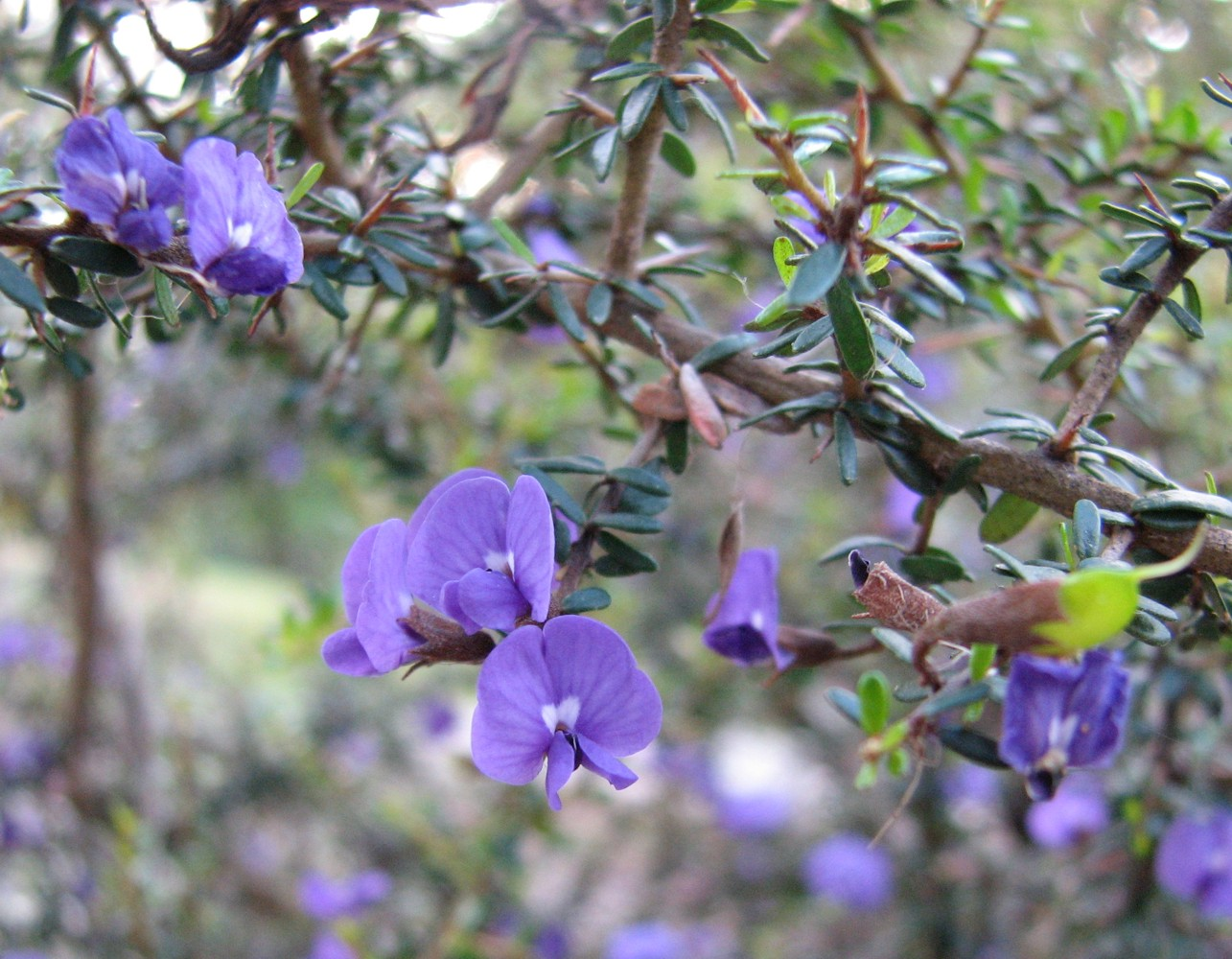
Tribus Brongniartieae: Hovea acanthoclada

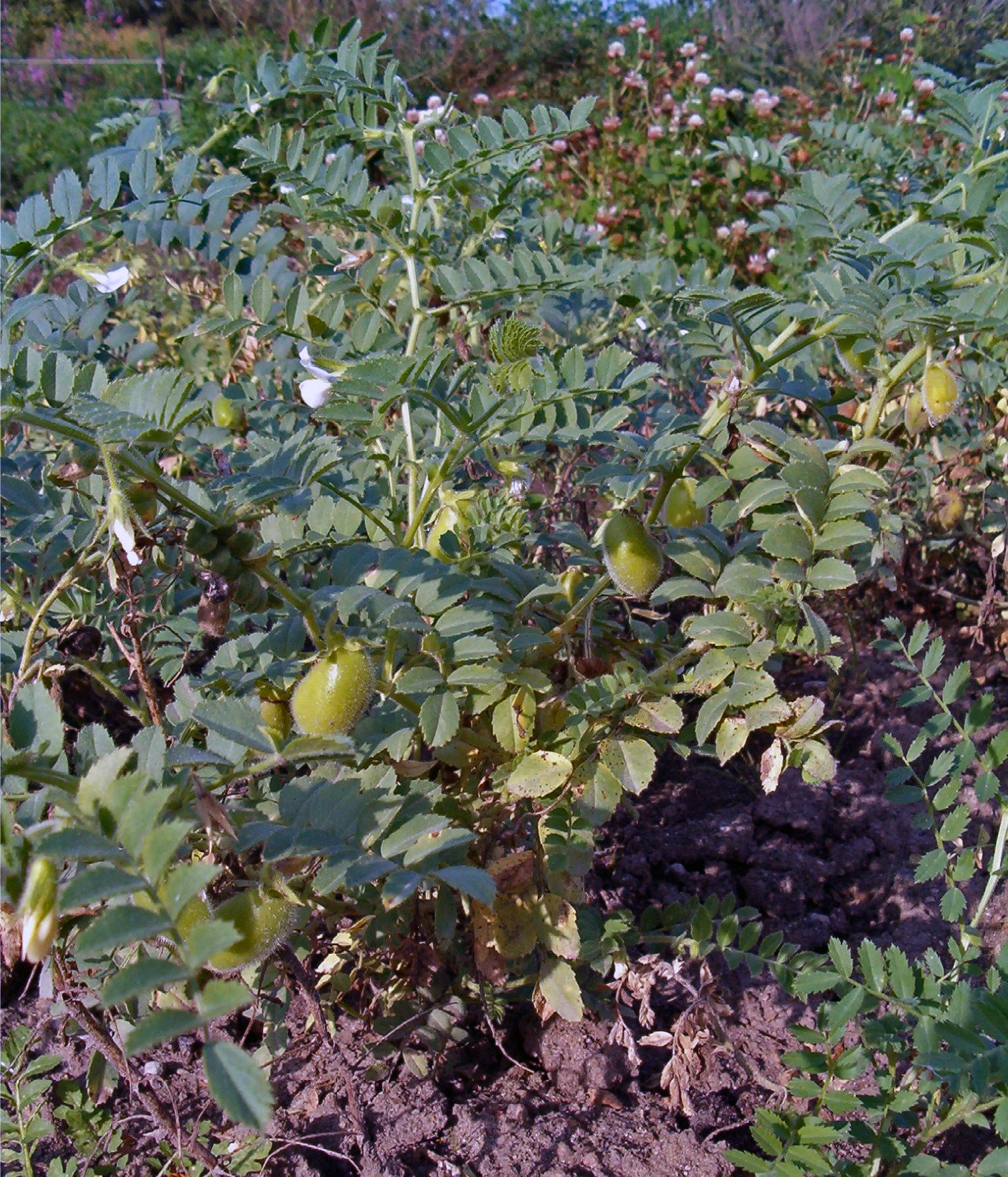
Tribus Cicereae: Cicer arietinum

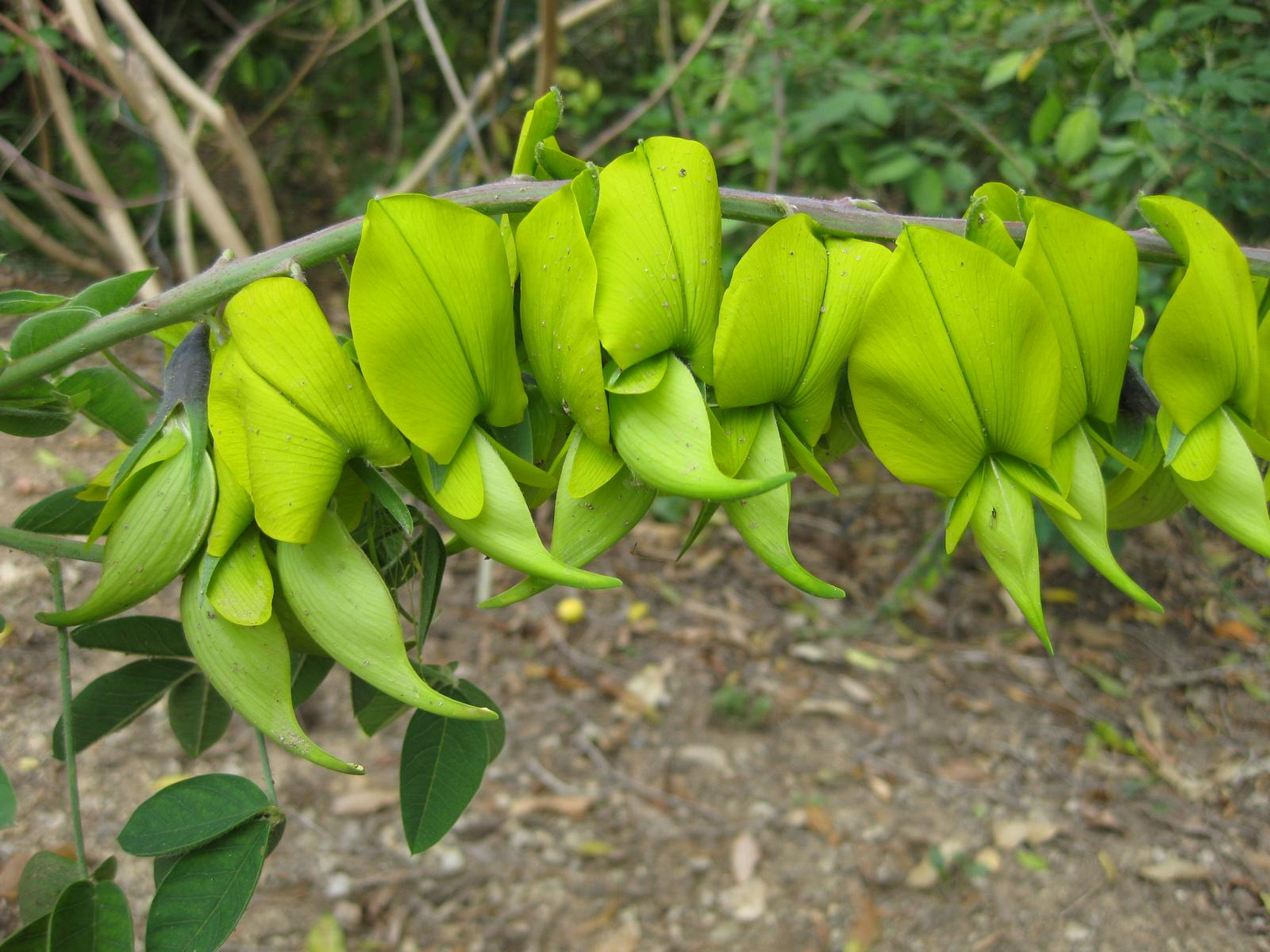
Tribus Crotalarieae: Crotalaria agatiflora

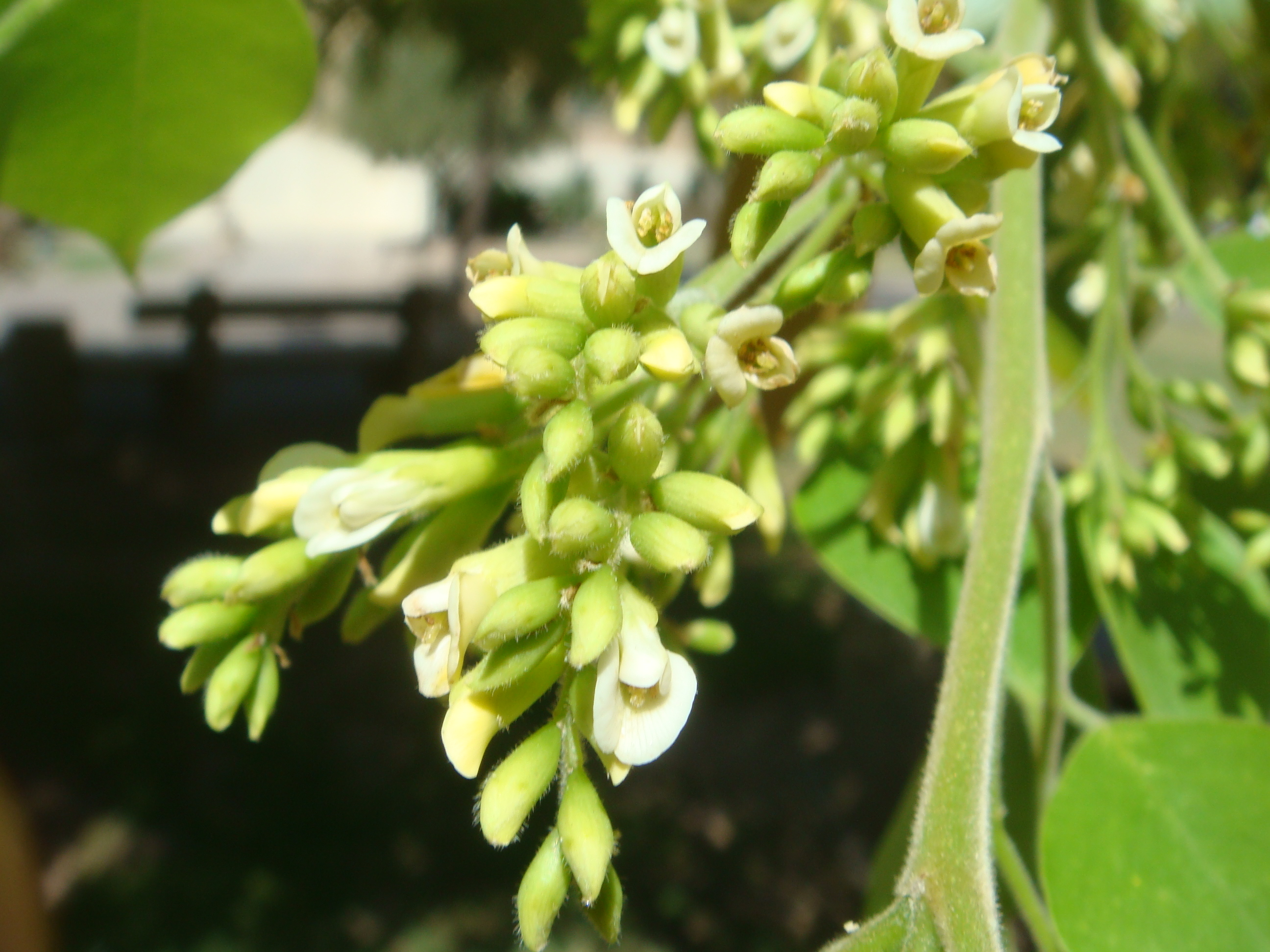
Tribus Dalbergieae: Dalbergia sissoo

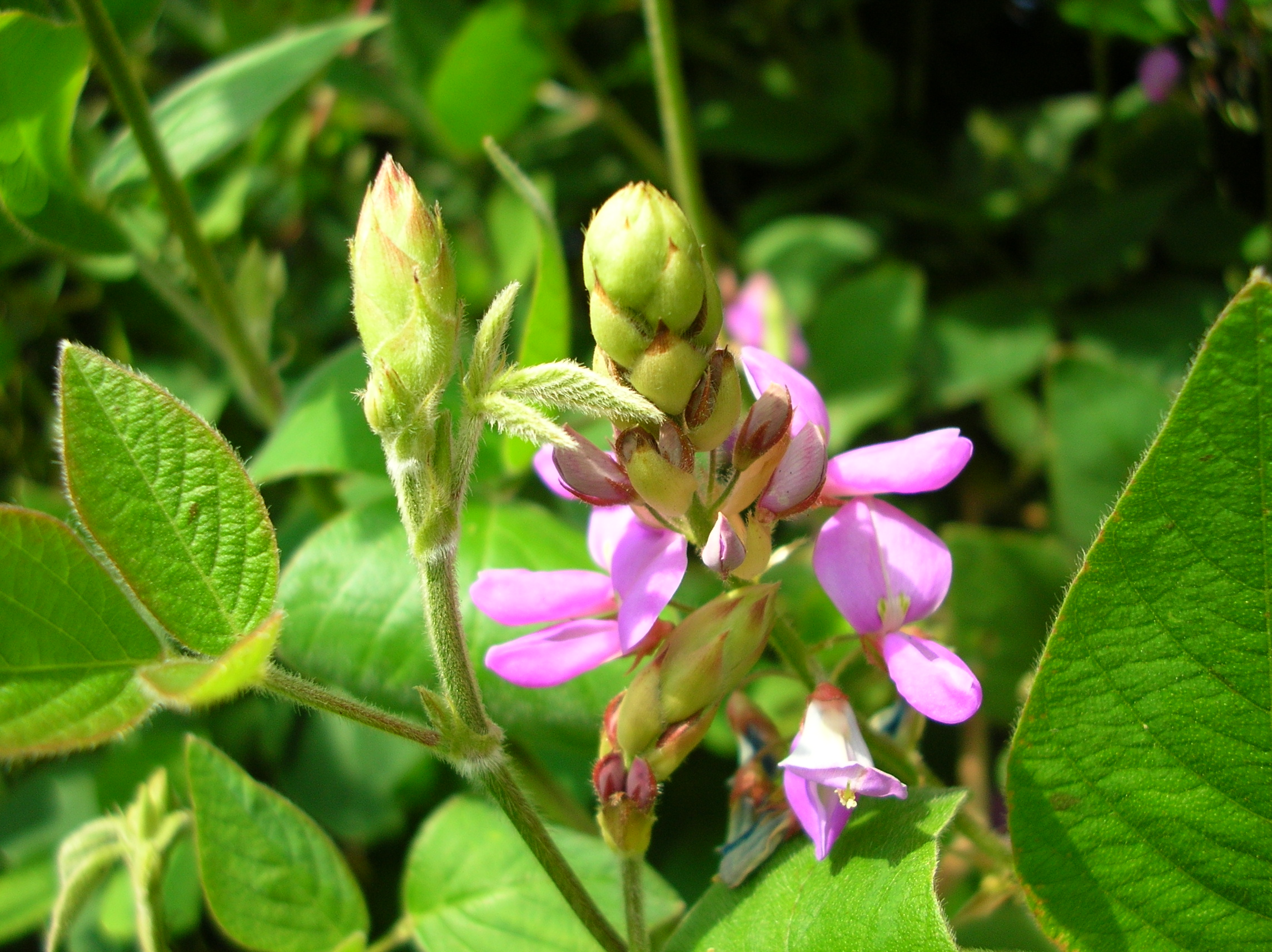
Tribus Desmodieae: Desmodium intortum

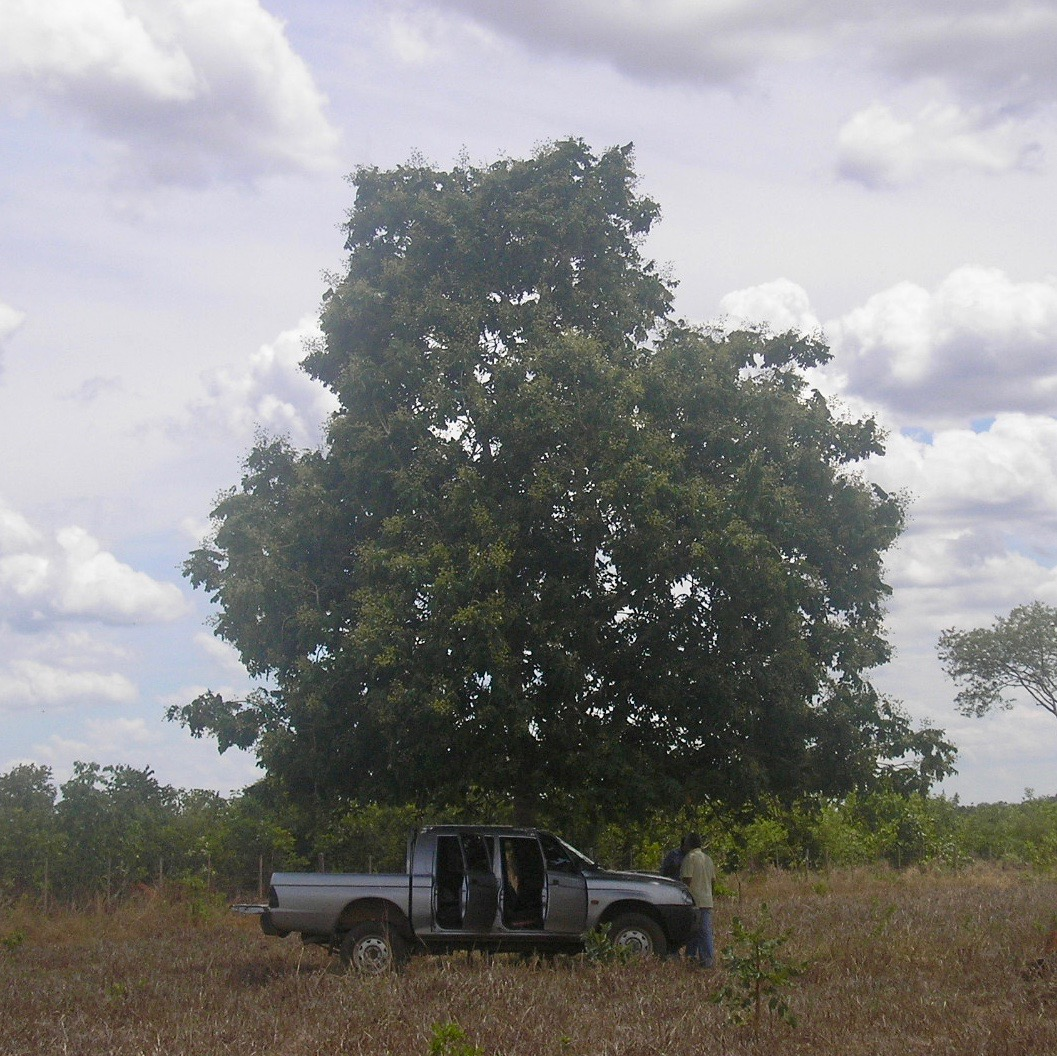
Tribus Dipterygeae: Dipteryx alata

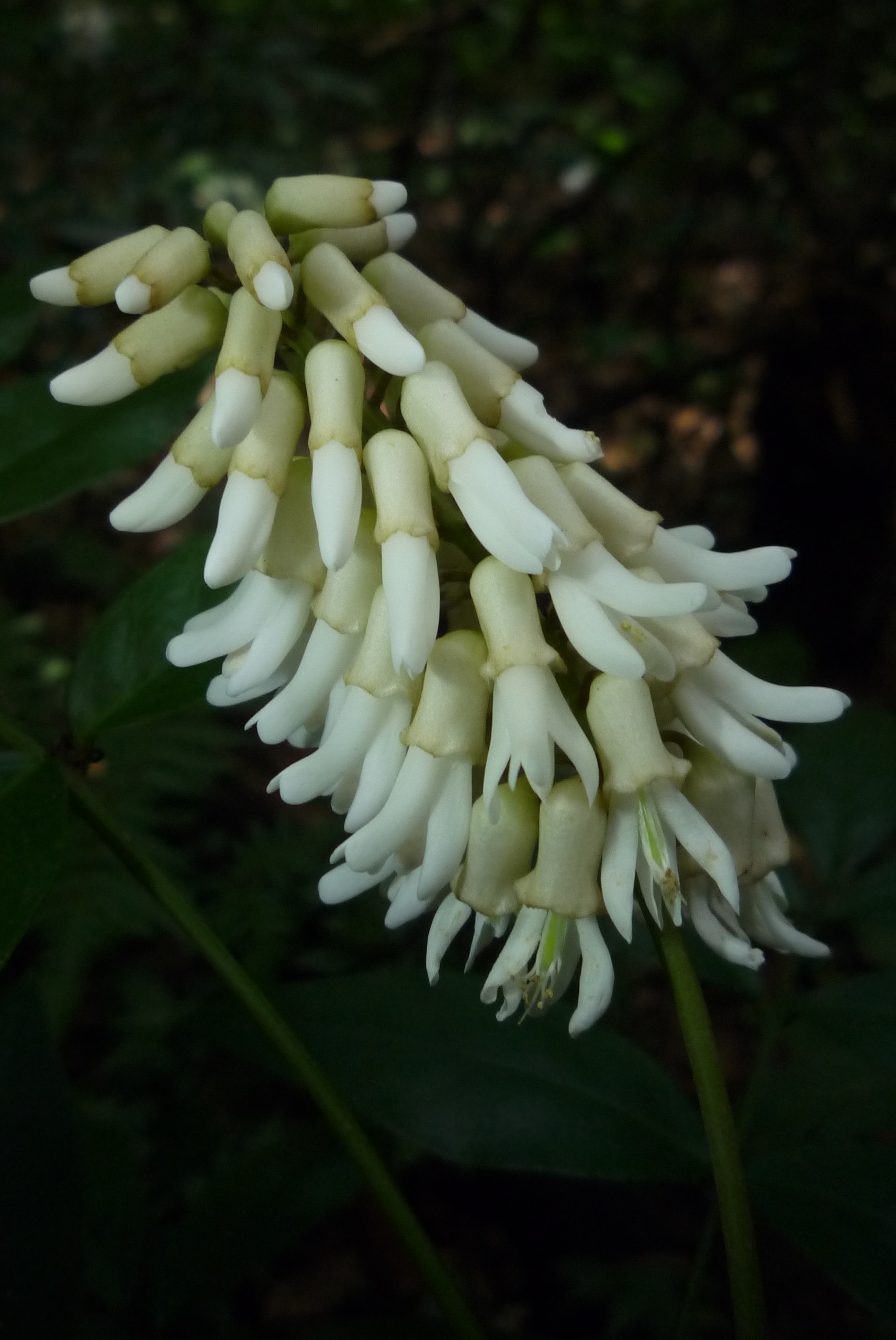
Tribus Euchresteae: Euchresta formosana

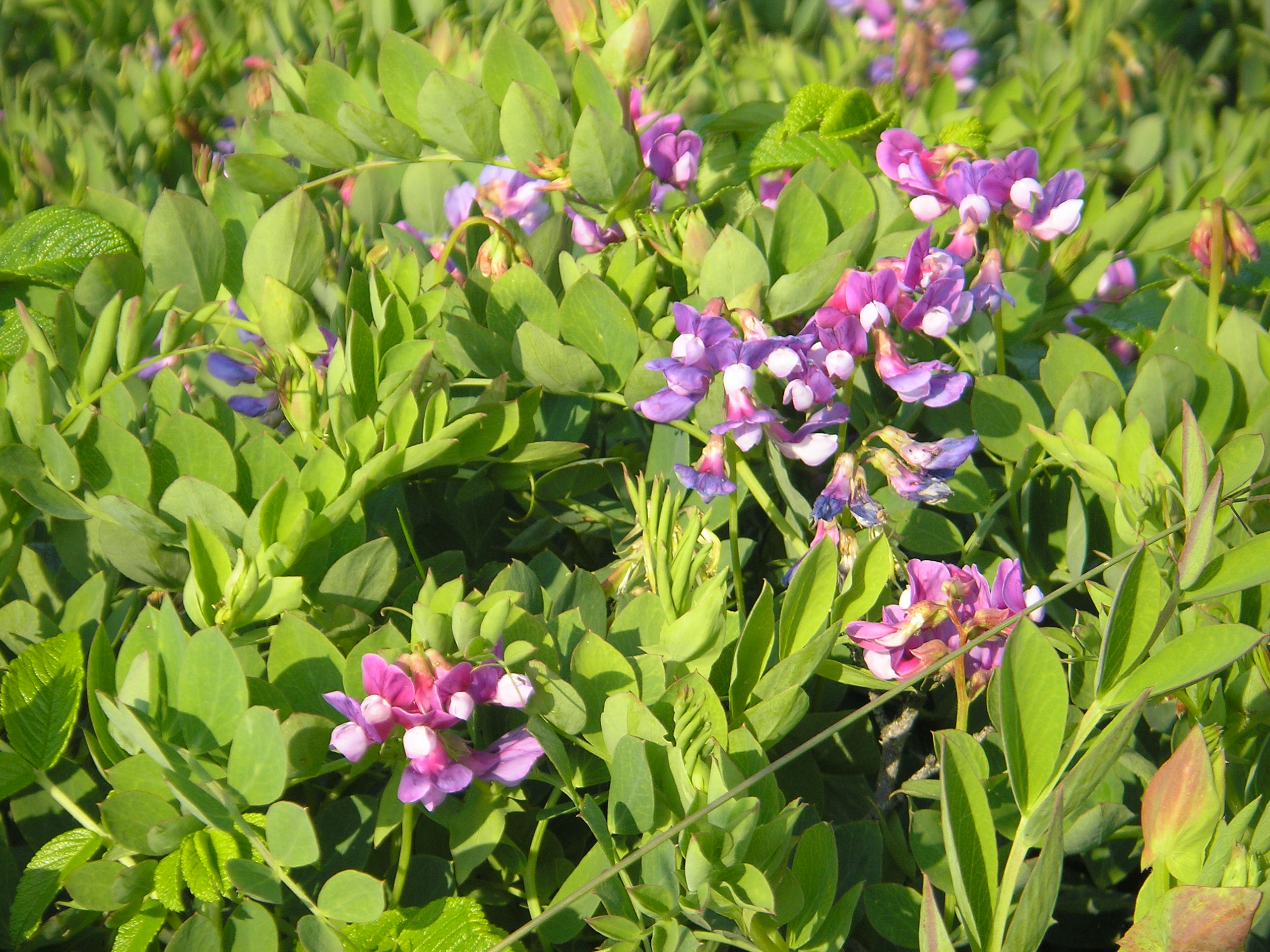
Tribus Fabeae: Lathyrus japonicus

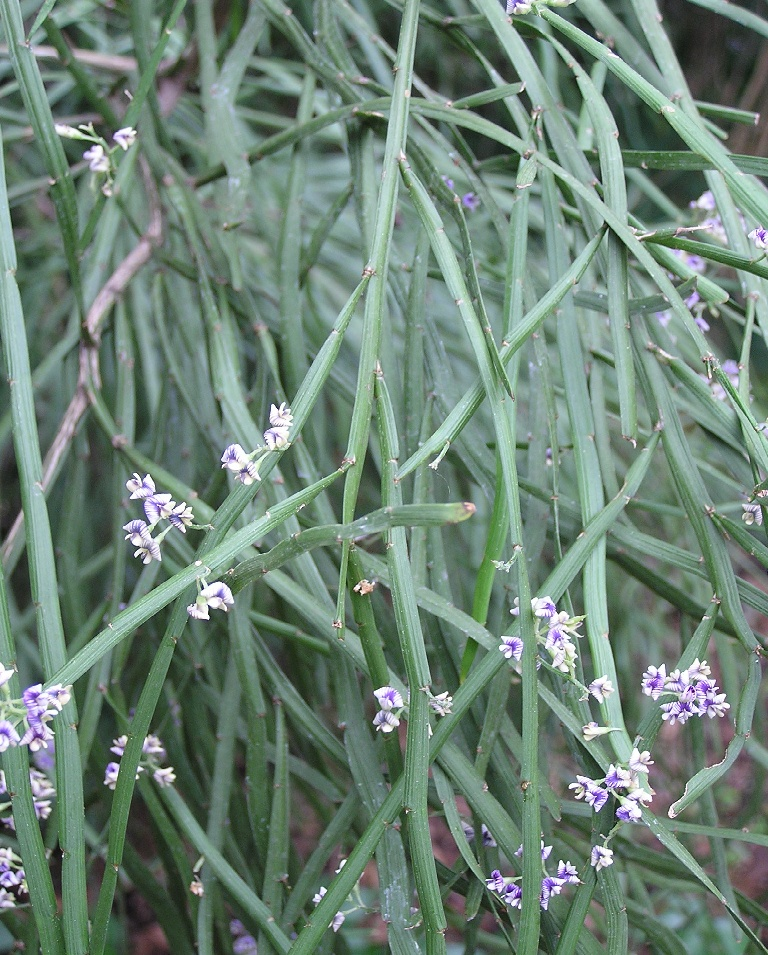
Tribus Galegeae: Carmichaelia flagelliformis

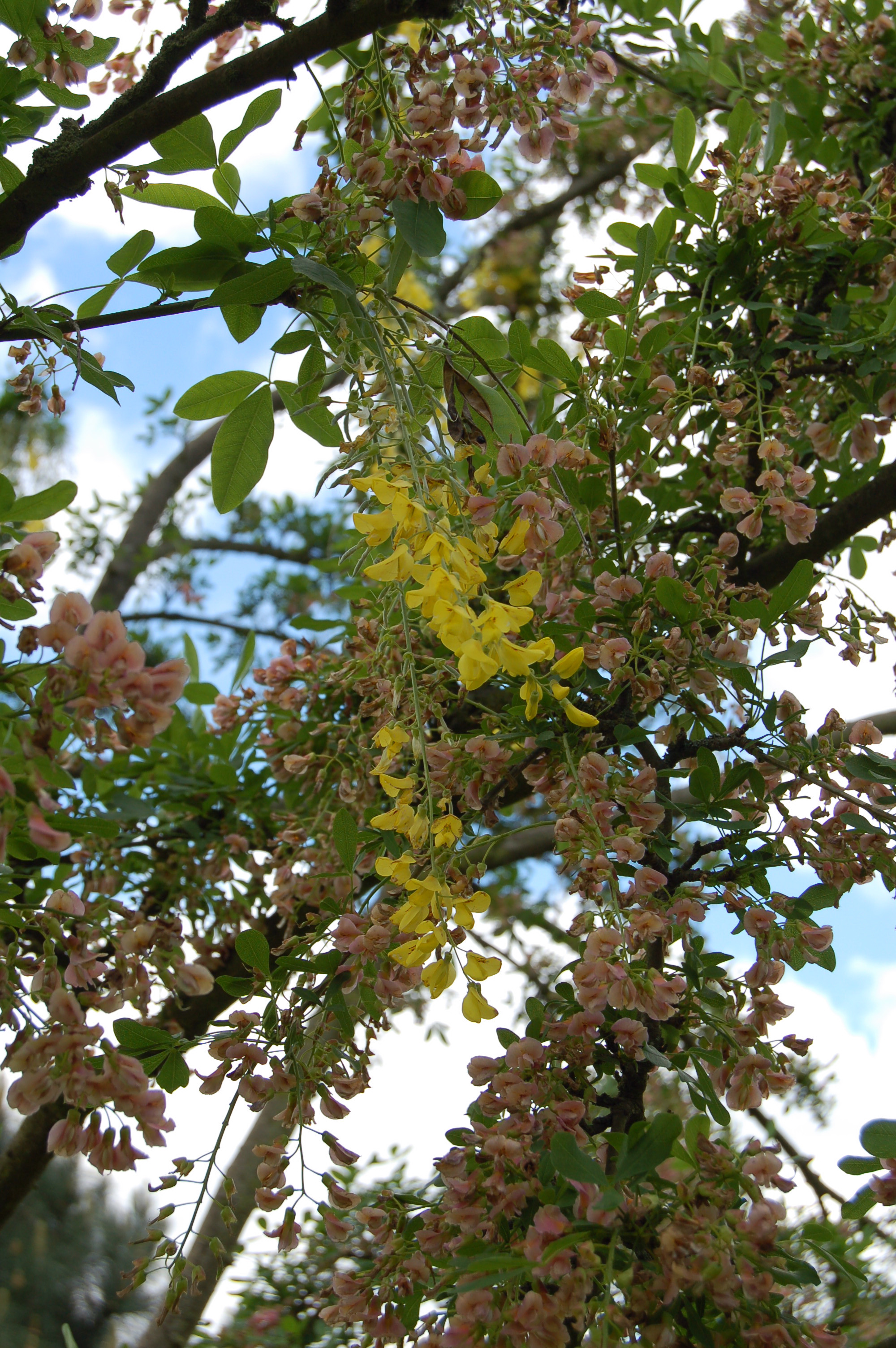
Tribus Genisteae: +Laburnocytisus adamii

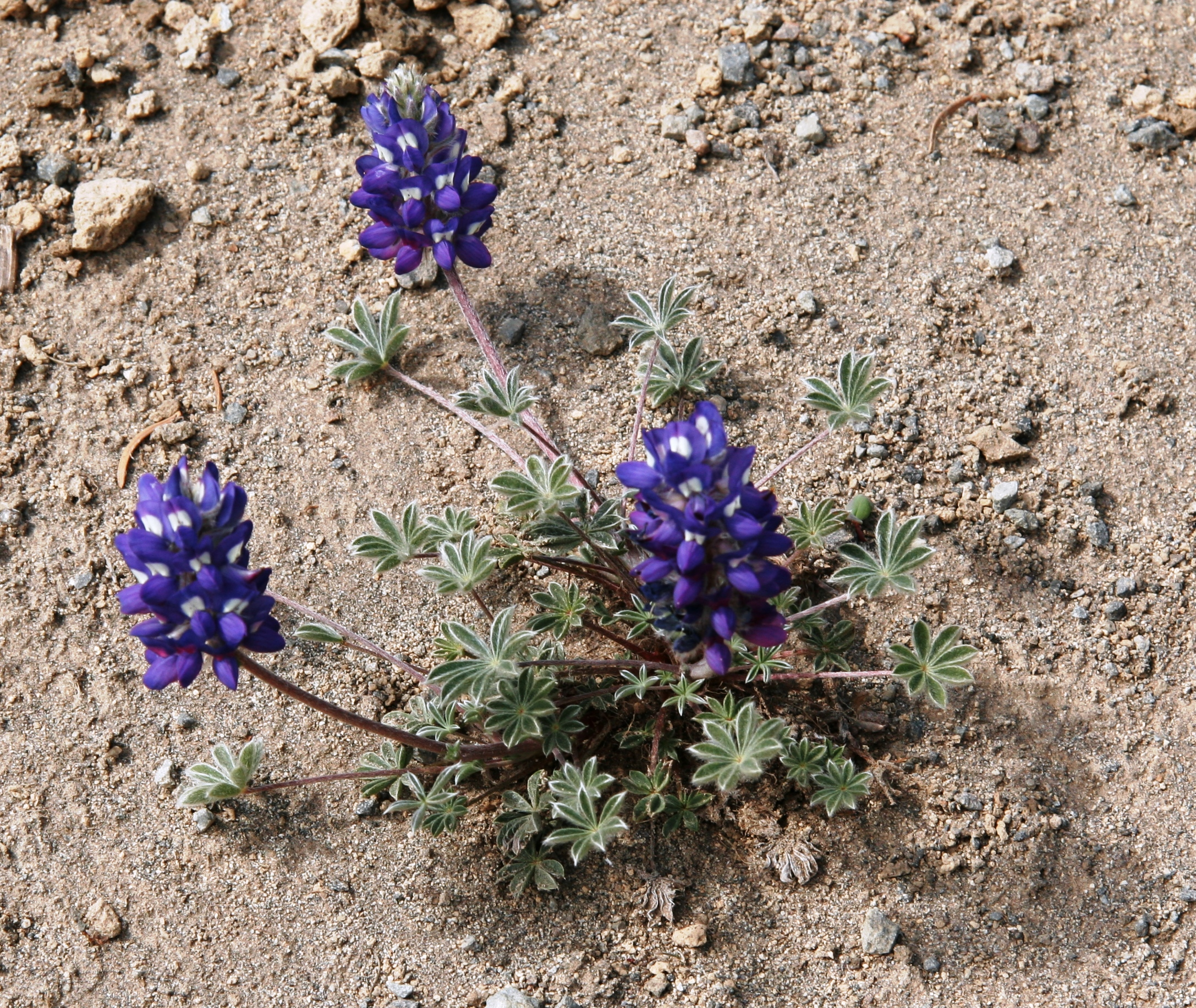
Tribus Genisteae: Lupinus lepidus

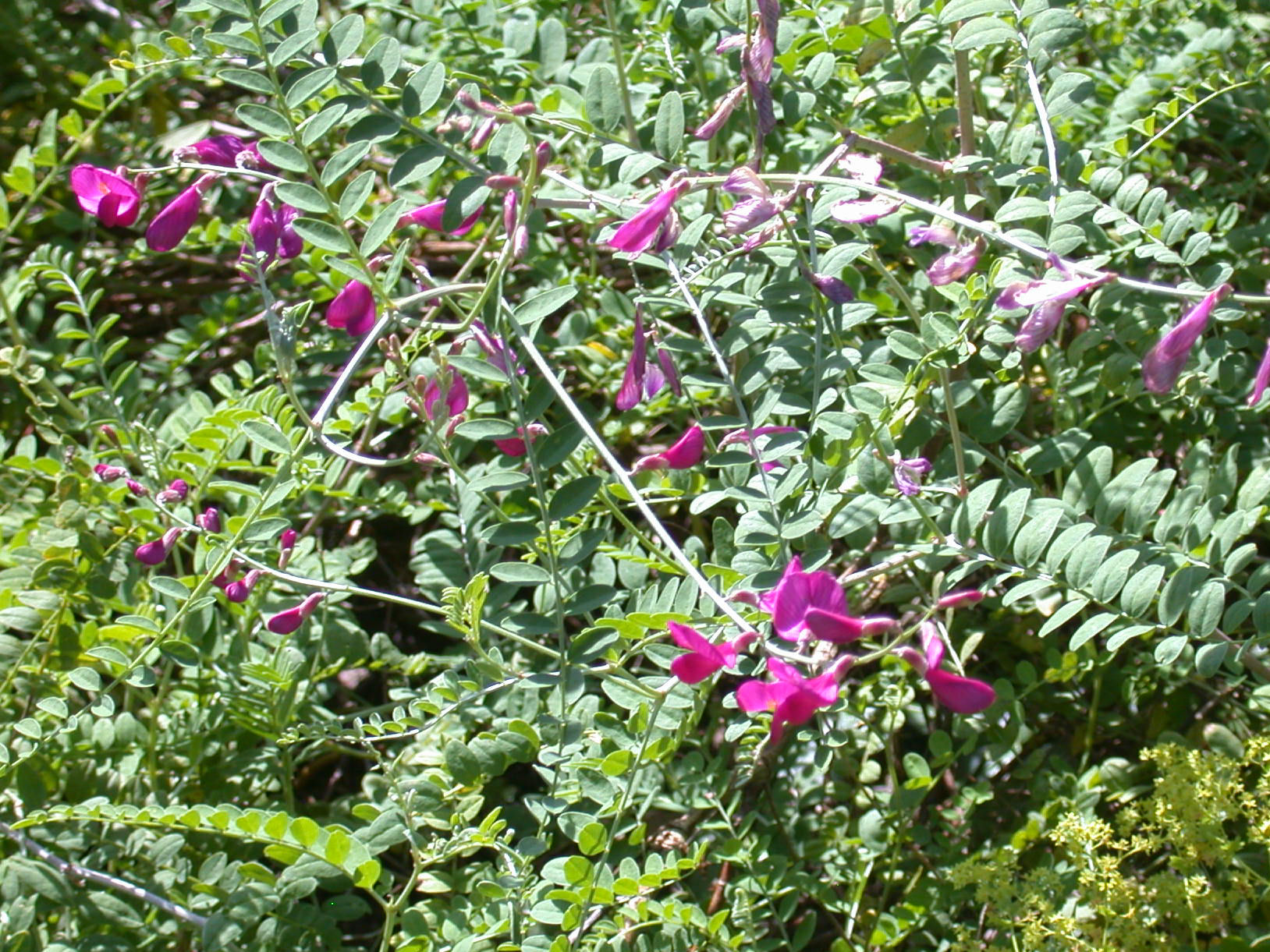
Tribus Hedysareae: Hedysarum multijugum

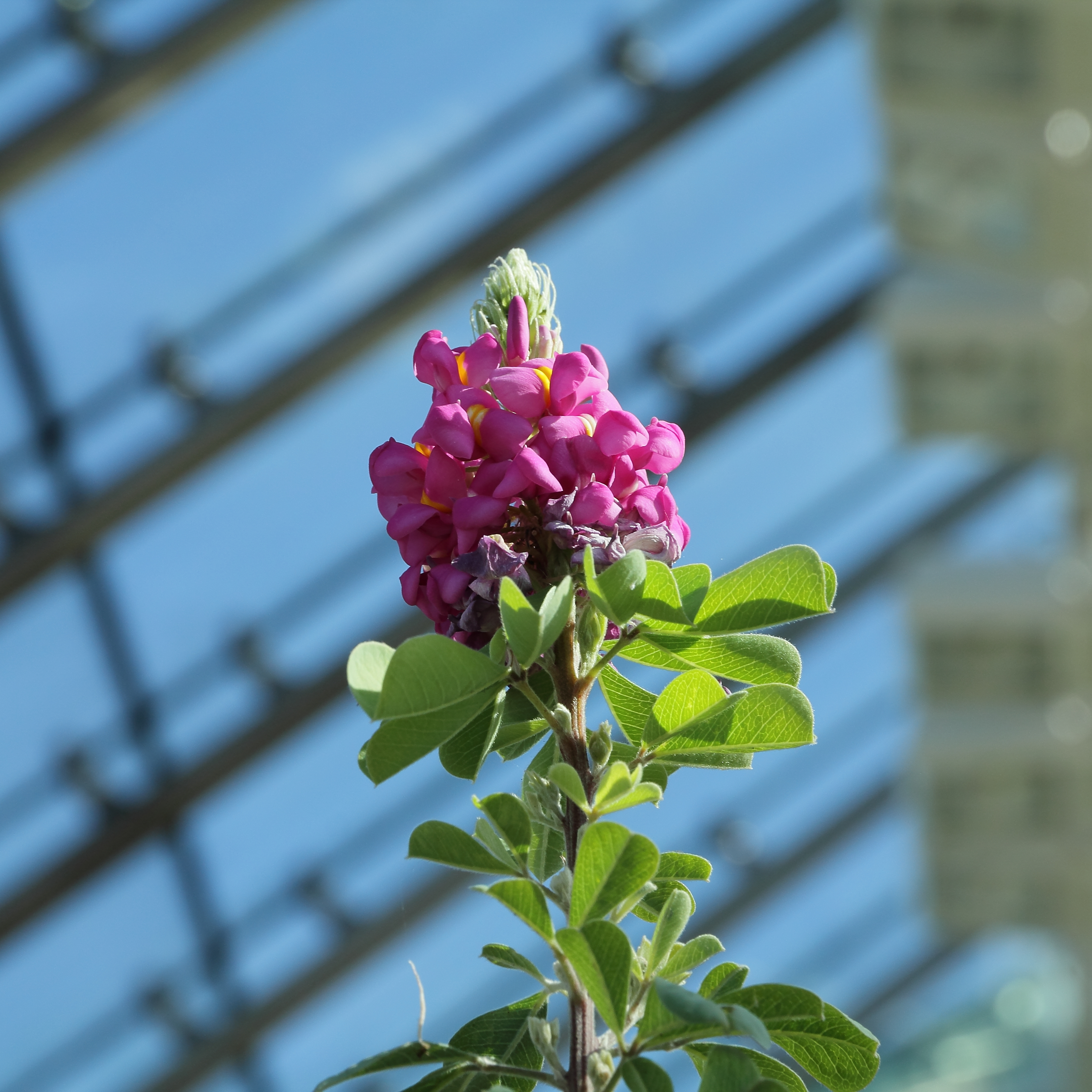
Tribus Hypocalypteae: Hypocalyptus sophoroides

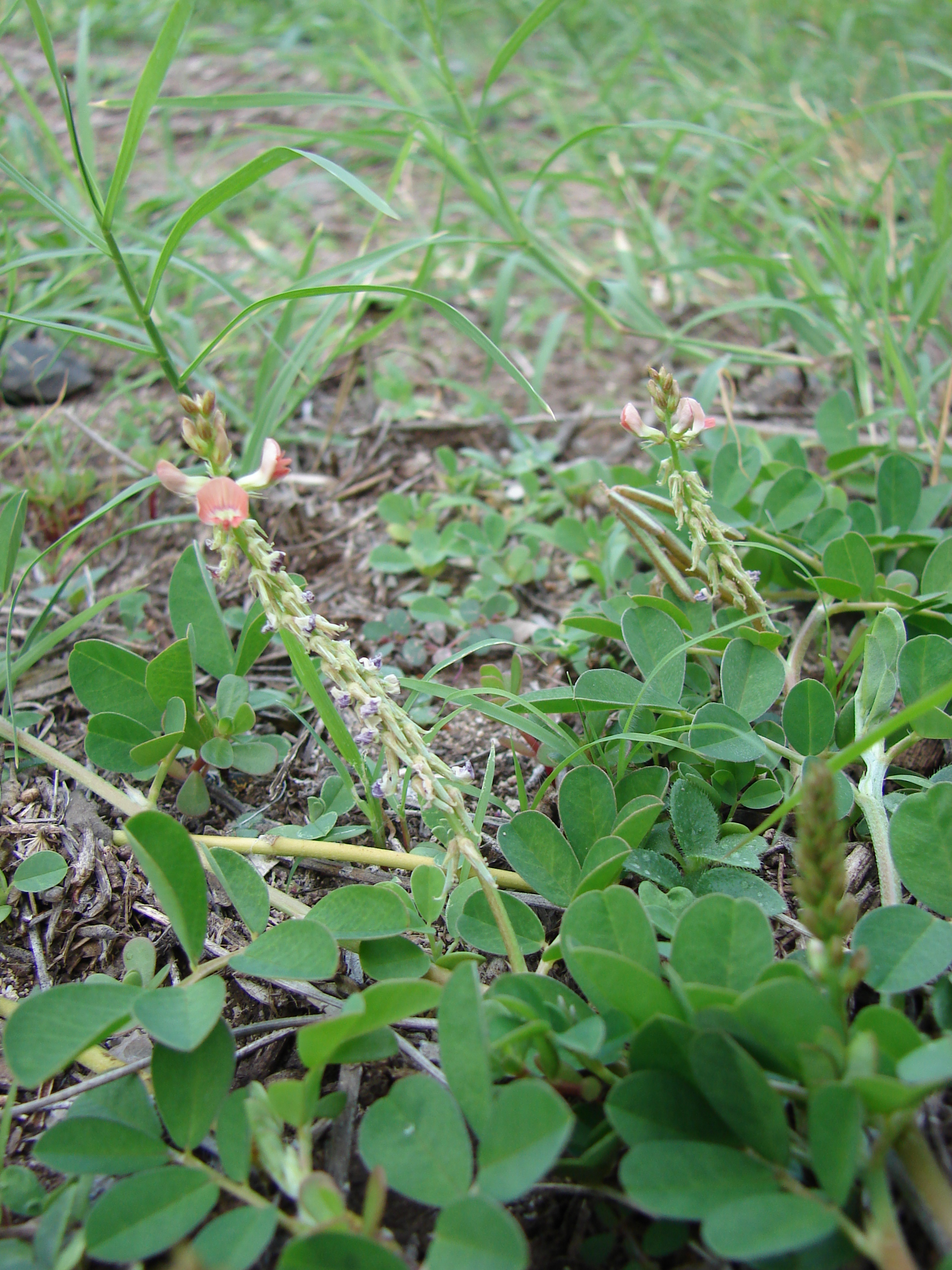
Tribus Indigofereae: Indigofera hendecaphylla

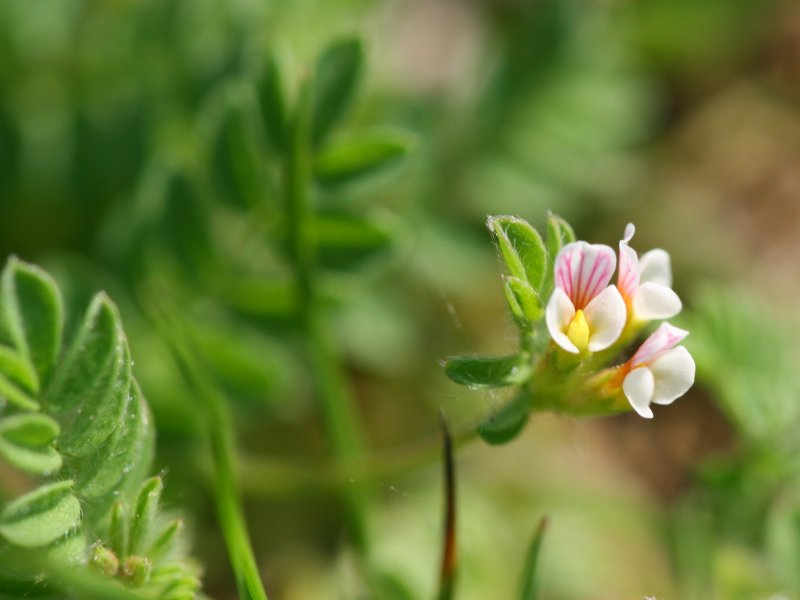
Tribus Loteae: Ornithopus perpusillus

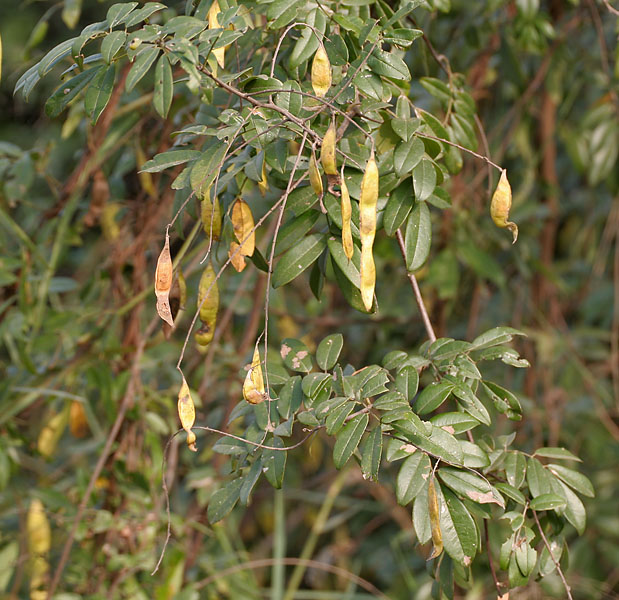
Tribus Millettieae: Derris scandens

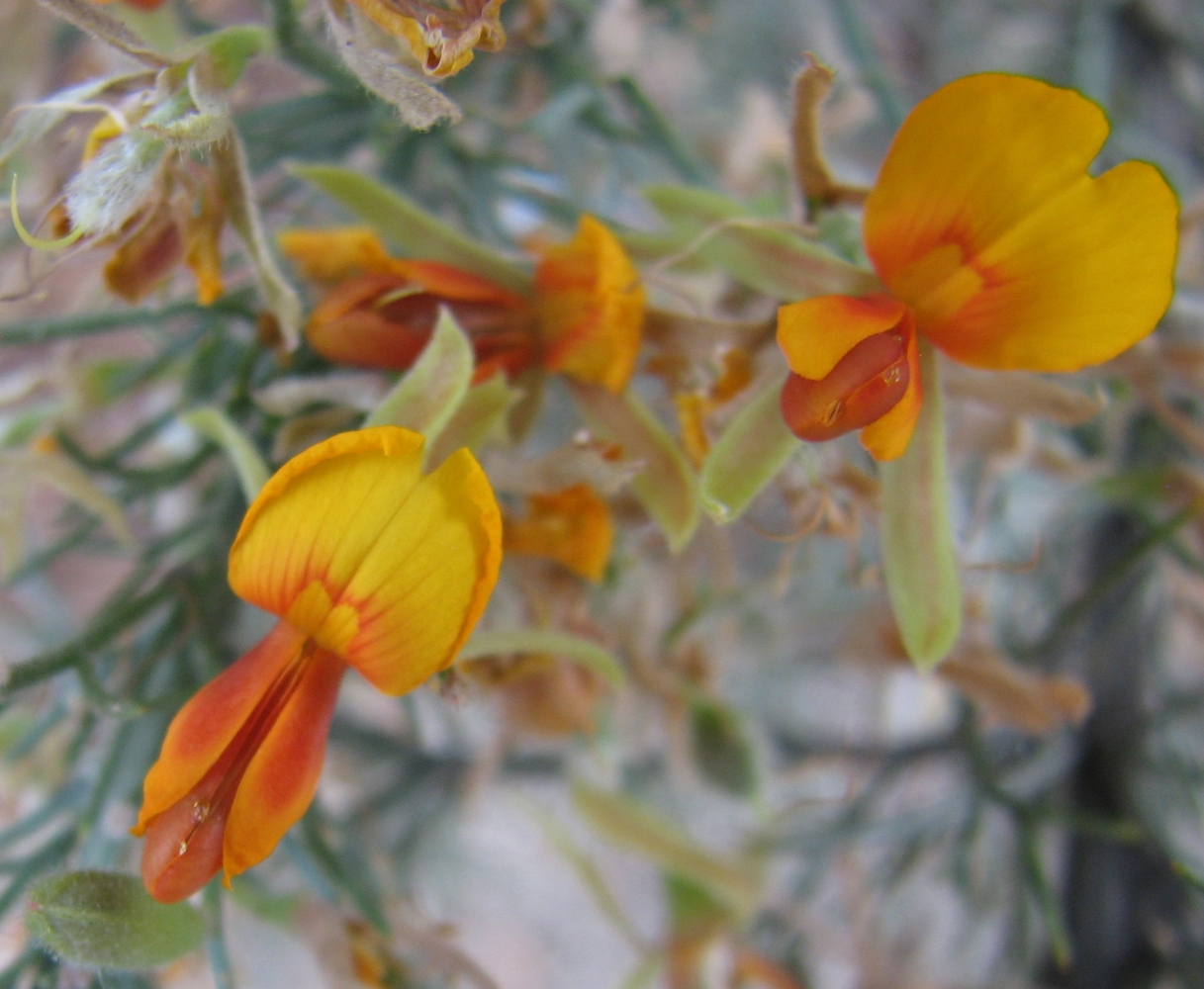
Tribus Mirbelieae: Jacksonia furcellata

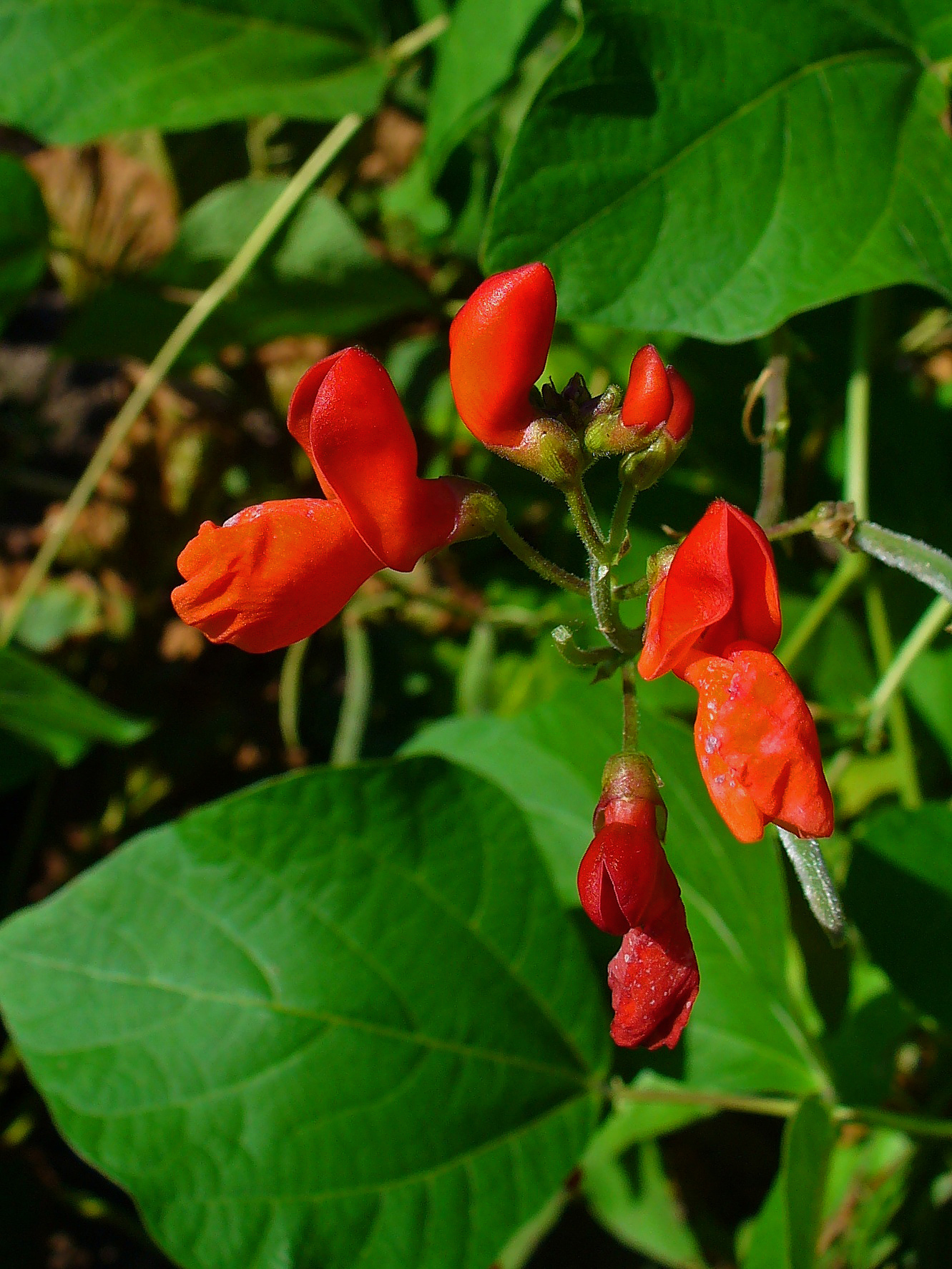
Tribus Phaseoleae: Phaseolus coccineus

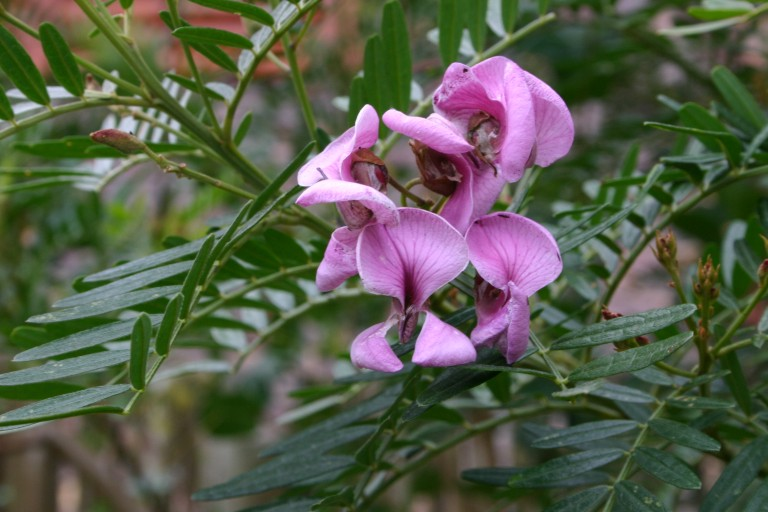
Tribus Podalyrieae: Virgilia divaricata

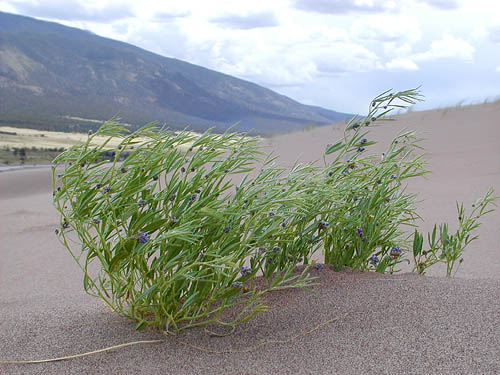
Tribus Psoraleeae: Psoralea lanceolata

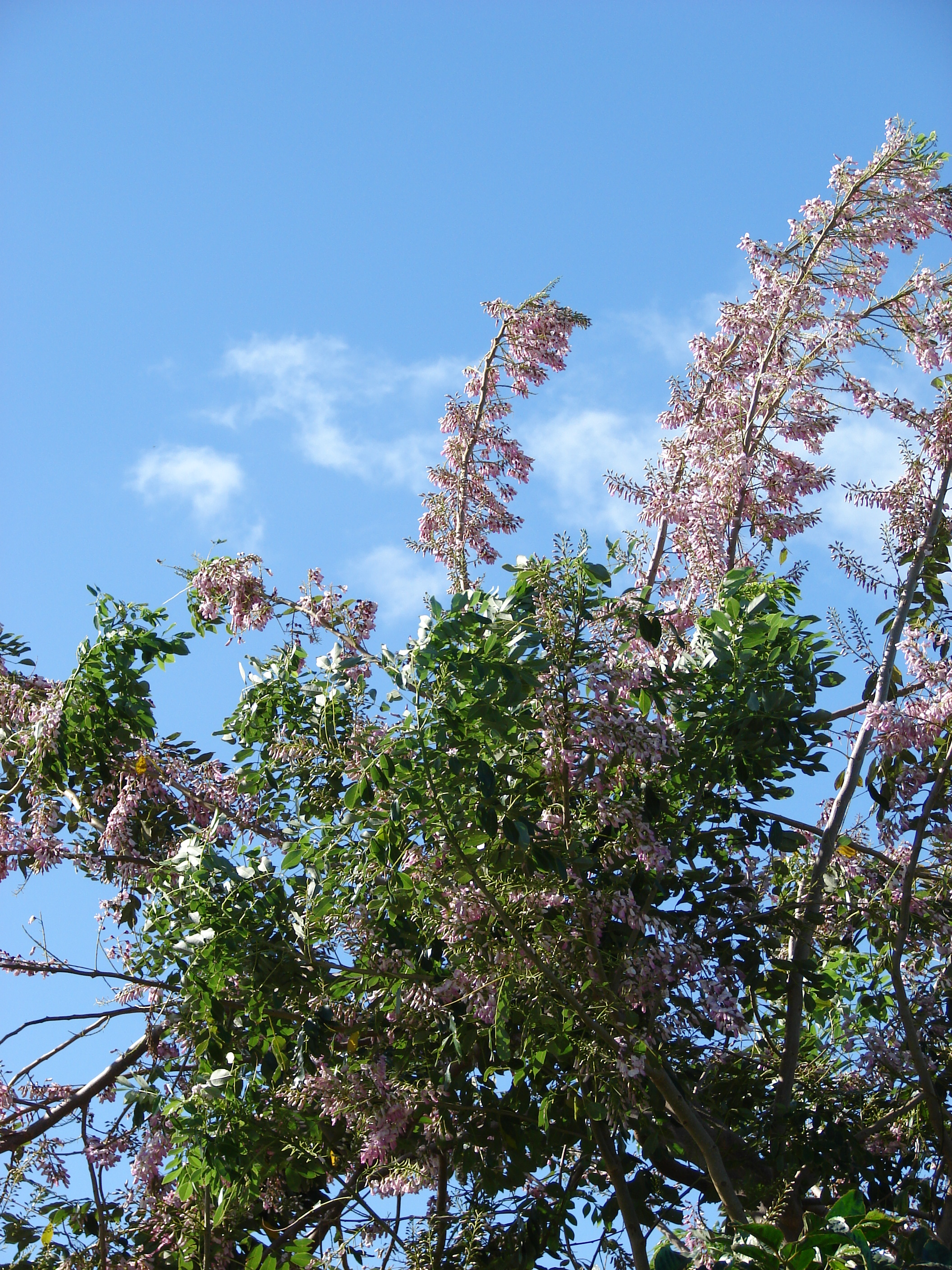
Tribus Robinieae: Gliricidia sepium

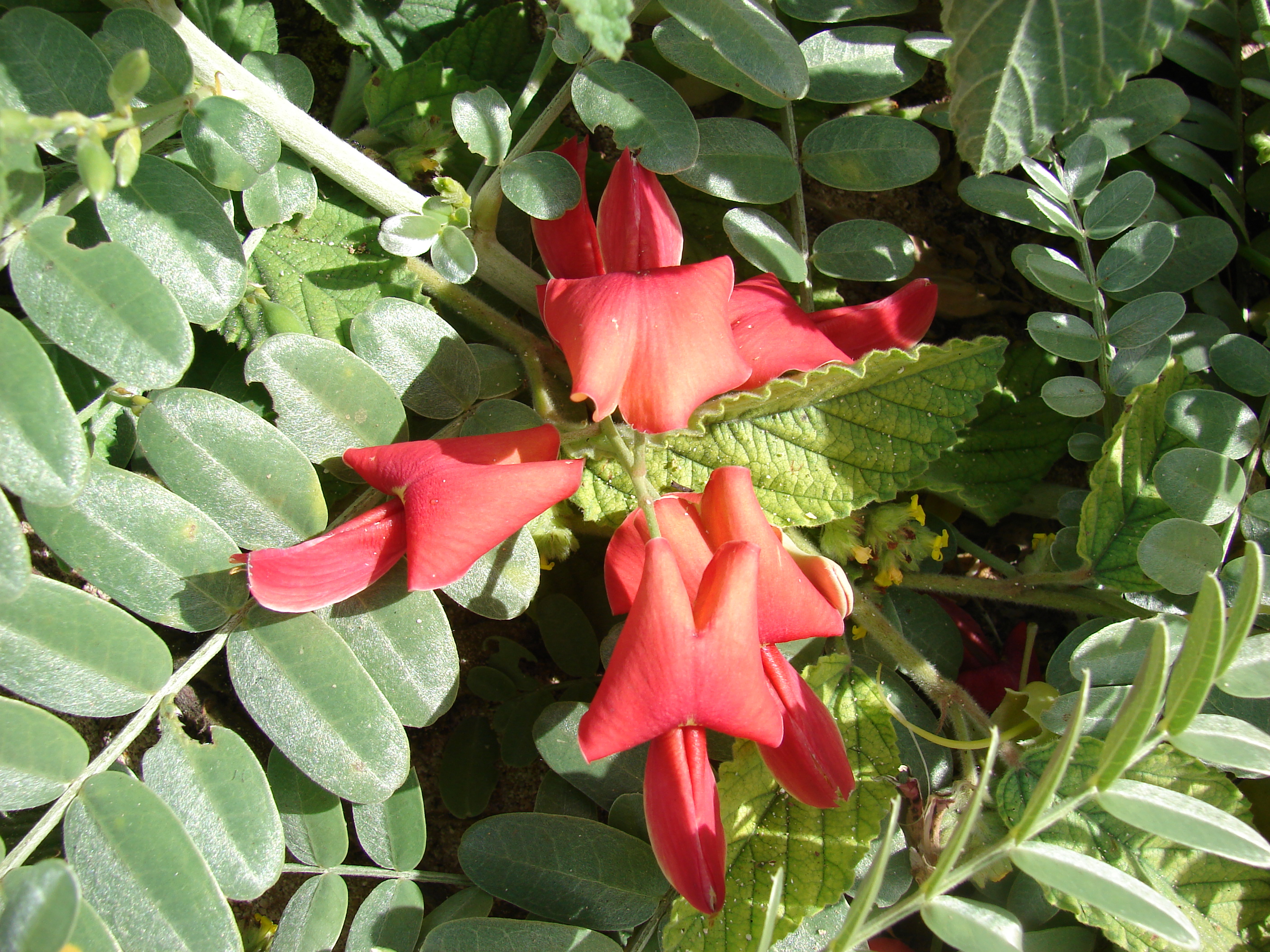
Tribus Sesbanieae: Sesbania tomentosa

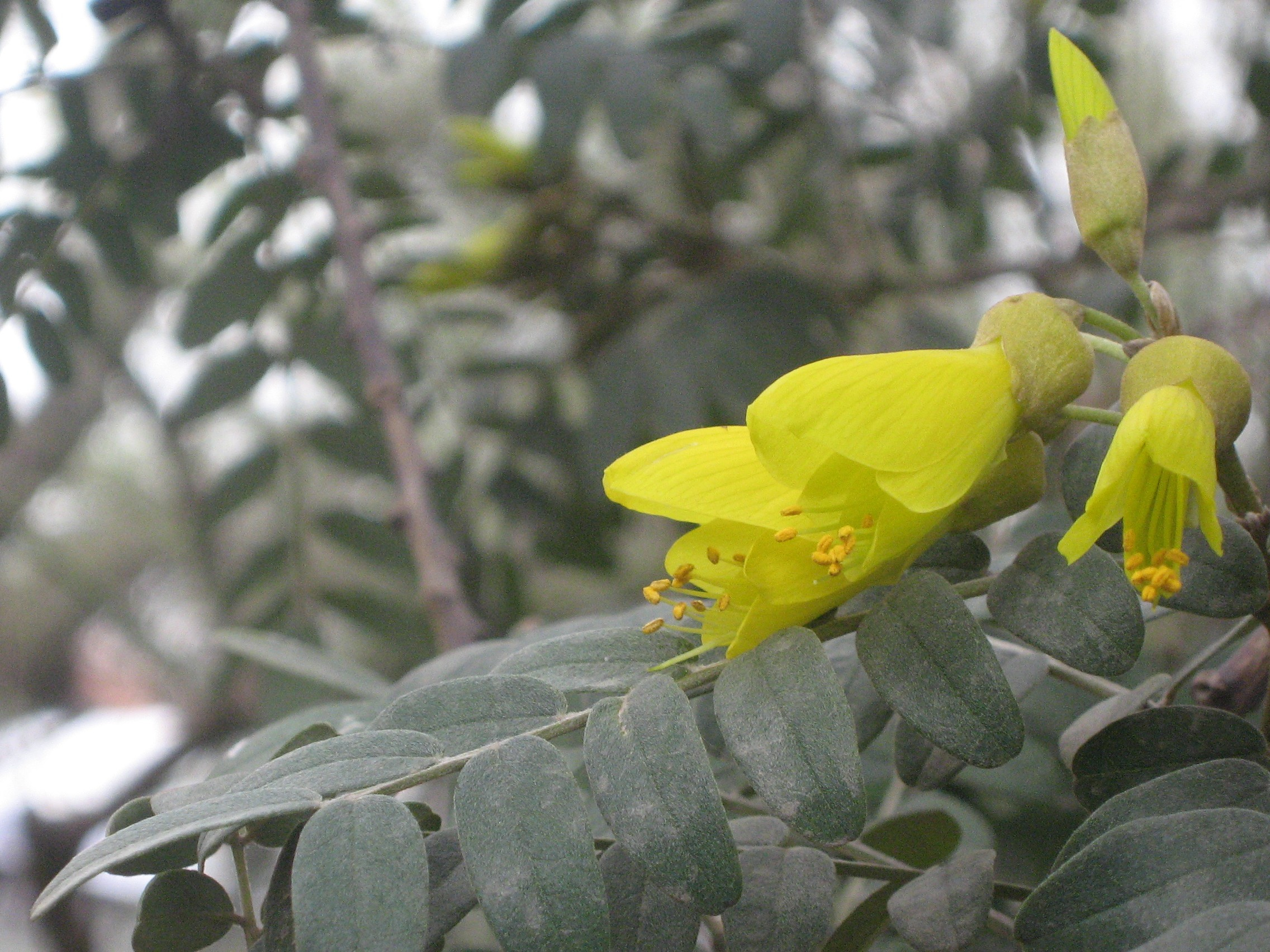
Tribus Sophoreae: Sophora macrocarpa

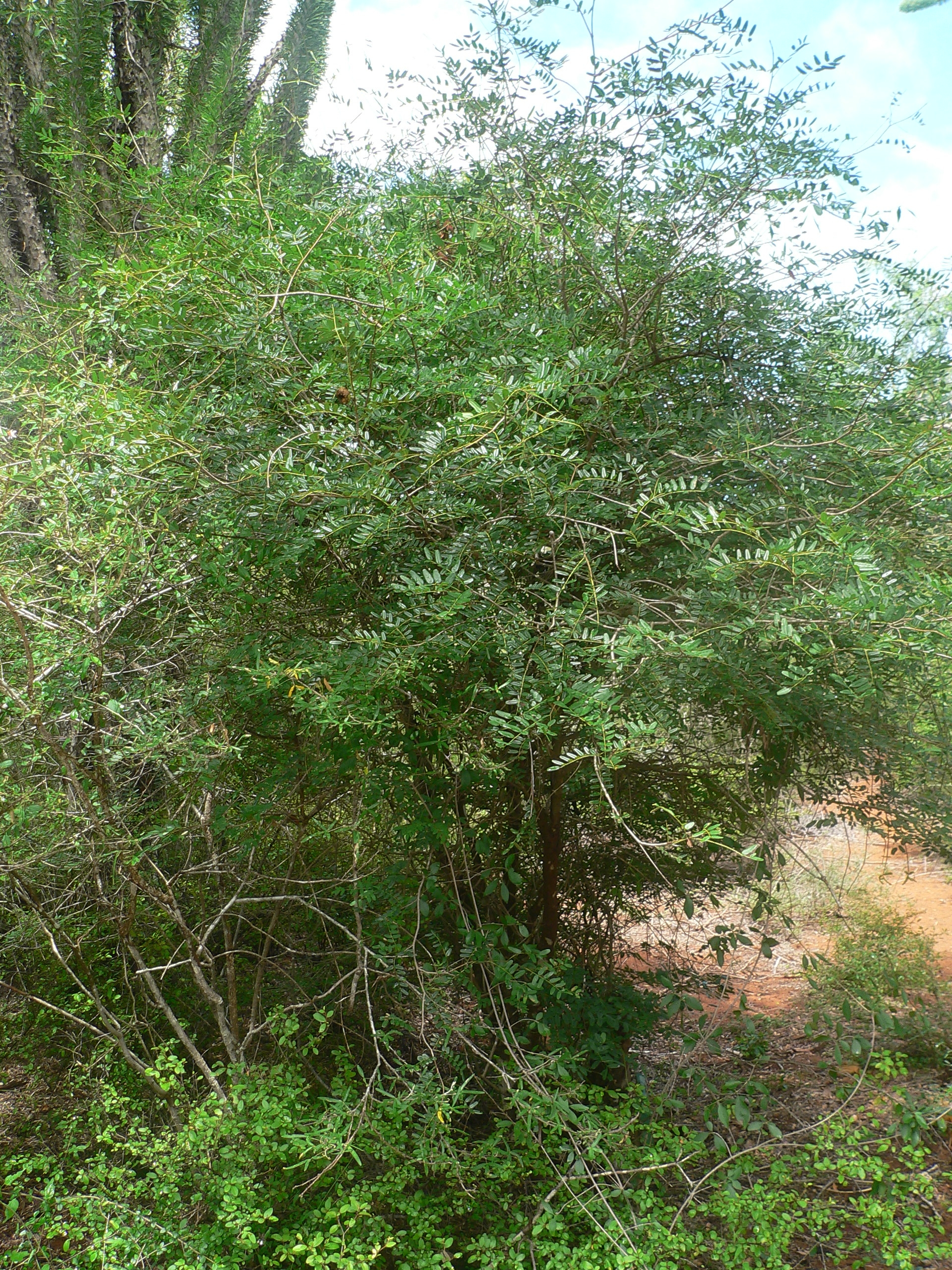
Tribus Swartzieae: Cordyla madagascariensis

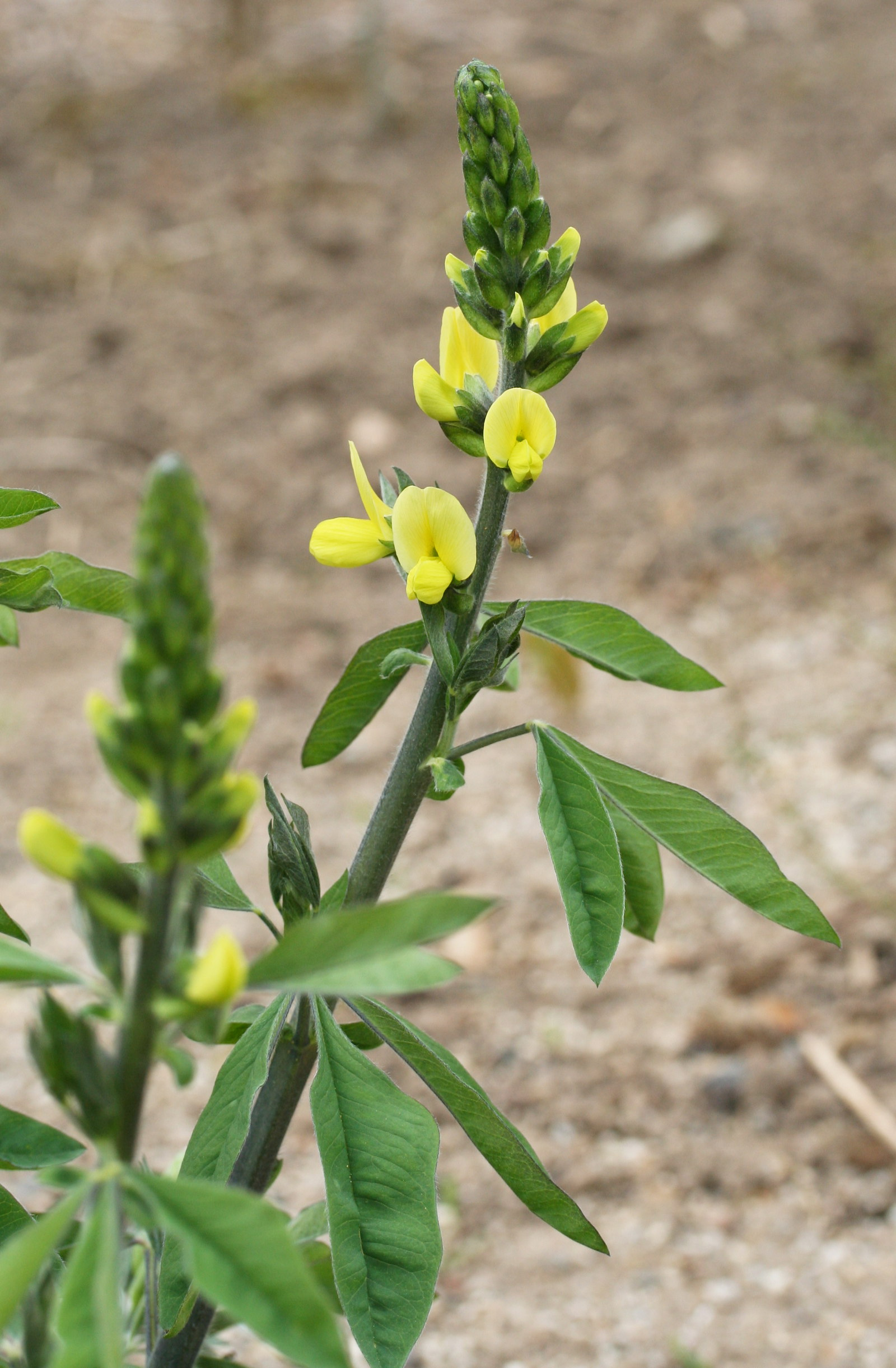
Tribus Thermopsideae: Thermopsis fabacea

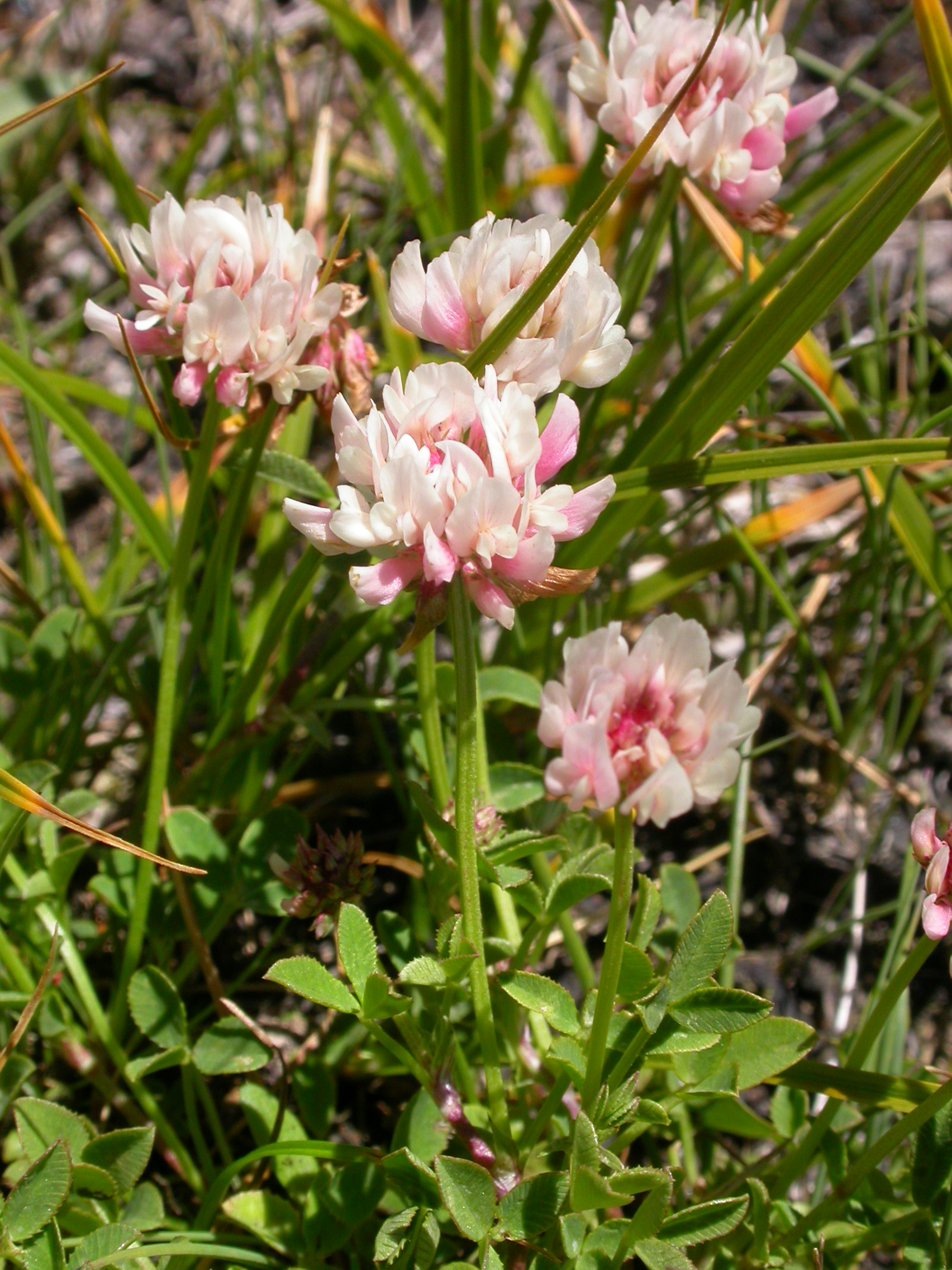
Tribus Trifolieae: Trifolium pallescens

## Systematik und Verbreitung

### Taxonomie
Die Unterfamilie Faboideae wurde 1968 durch Velva Elaine Rudd (1910–1999) in Rhodora, Volume 70, S. 496 aufgestellt. Typusgattung ist Faba Mill. nom. illeg., ein Synonym von Vicia L. Ein alternativer Name für Faboideae Rudd ist Papilionoideae Juss.

### Verbreitung
Die Unterfamilie umfasst etwa 420 Gattungen und mehr als 12.000 Arten. Sie kommen von den Tropen bis in die arktischen Regionen vor. Sie ziehen allerdings trockene Gebiete oder zumindest Gebiete mit einer ausgeprägten jährlichen Trockenzeit vor. Die meisten Arten gibt es in den gemäßigten Breiten der Nordhalbkugel.

### Tribus und Gattungen
Die Unterfamilie Faboideae wird in folgende 28 Tribus gegliedert, hier mit allen darin enthaltenen Gattungen (oder im Artikel zur Tribus):
- Tribus Abreae Hutch.: Sie enthält nur eine Gattung:
  - Abrus Adans. (Syn.: Hoepfneria Vatke): Die etwa 17 Arten sind in den Tropen verbreitet.[1][2]

- Tribus Adinobotryeae L.Duan, J.Compton & Schrire: Sie wurde 2021 aufgestellt und enthält nur eine Gattung:[3]
  - Adinobotrys Dunn: Sie enthält vier Arten immergrüner Bäume in immergrünen Wäldern in Höhenlagen unterhalb von 1200 Metern in Brunei, Kambodscha, Indien, Indonesien (Java, Kalimantan sowie Sumatra), Laos, Malaysia (Halbinsel sowie Sabah), Myanmar, Thailand und Vietnam.[3]

- Tribus Amorpheae Borissova emend. Barneby: Die Chromosomengrundzahl beträgt meist x = 10, nur bei Dalea beträgt sie x = 8 oder 7. Sie enthält etwa acht Gattungen und 240 bis 250 Arten nur in der Neuen Welt:[4][5][6]
  - Amorpha L.: Die etwa 15 Arten kommen hauptsächlich von Nordamerika bis Mexiko vor. Darunter:
    - Bastardindigo (Amorpha fruticosa L.)

  - Apoplanesia C.Presl: Die nur zwei Arten sind in Zentralamerika und vielleicht Venezuela beheimatet.
  - Dalea L.: Die etwa 170 Arten sind in der Neuen Welt weitverbreitet von Nordamerika bis Chile.
  - Errazurizia Phil.: Es gibt etwa vier Arten in Nordamerika.
  - Eysenhardtia Kunth: Es gibt etwa zwölf Arten von Nord- bis Zentralamerika.
  - Marina Liebm.: Es gibt etwa 40 Arten hauptsächlich in Mexiko; zwei Arten sind in Kalifornien beheimatet.
  - Parryella Torr. & A.Gray: Sie enthält nur eine Art:
    - Parryella filifolia A.Gray: Sie kommt nur in den südlichen USA vor.

  - Psorothamnus Rydb.: Es gibt etwa neun Arten von den südwestlichen USA bis ins nördliche Mexiko.

- Tribus Bossiaeeae Hutch.: Die Samen besitzen einen Arillus. Sie enthält etwa sechs Gattungen mit etwa 60 Arten, die nur in Australien einschließlich Tasmanien, hauptsächlich in gemäßigten bis subtropischen Gebieten vorkommen:
  - Aenictophyton A.T.Lee: Sie enthält nur eine Art:
    - Aenictophyton reconditum A.T.Lee: Sie kommt nur in den australischen Bundesstaaten Northern Territory sowie Western Australia vor.

  - Bossiaea Vent.: Die etwa 48 Arten sind in Australien weitverbreitet.
  - Goodia Salisb.: Die nur zwei Arten sind in Australien einschließlich Tasmanien beheimatet.
  - Muelleranthus Hutch.: Die nur drei Arten sind nur in Australien beheimatet.
  - Platylobium Sm.: Die vier Arten sind in Australien einschließlich Tasmanien beheimatet.
  - Ptychosema Benth. ex Lindl.: Die nur zwei Arten sind nur in Australien beheimatet.

- Tribus Brongniartieae (Benth. & Hook. f.) Hutch.: Sie enthält früher etwa elf Gattungen mit etwa 150 Arten mit disjunktem Areal: sechs Gattungen in Australien und fünf Gattungen in der Neotropis.[7] 2017 enthält sie etwa 15 Gattungen mit etwa 154 Arten:[8]
  - Amphiodon Huber: Sie enthält nur eine Art:[8]
    - Amphiodon effusus Huber: Sie kommt im tropischen Südamerika vor.

  - Behaimia Griseb.: Sie enthält nur eine Art:[8]
    - Behaimia cubensis Griseb.: Sie kommt nur auf Kuba vor. Diese gefährdete Art wächst in Waldland und trockenen immergrünen Wäldern auf Hundezahn-Kalkfelsen, felsigen Terrassen und Klippen.

  - Brongniartia Kunth: Es gibt etwa 65 Arten in der Neotropis.[8]
  - Cristonia J.H.Ross:[8] Sie enthält nur eine Art:
    - Cristonia biloba (Benth.) J.H.Ross (Syn.: Bossiaea biloba Benth.): Sie kommt nur im südwestlichen Western Australia vor.

  - Cyclolobium Benth.:[8] Es gibt etwa fünf Arten in der Neotropis.
  - Haplormosia Harms: Sie enthält nur eine Art:[8]
    - Haplormosia monophylla (Harms) Harms: Sie kommt in Westafrika und im westlichen Zentralafrika vor.

  - Harpalyce DC.: Es gibt etwa 25 Arten in der Neotropis.[8]
  - Hovea R.Br.: Die etwa 37 Arten[8] kommen nur in Australien vor, hauptsächlich in semiariden Gebieten.
  - Lamprolobium Benth.: Die nur zwei Arten kommen ursprünglich nur in Queensland vor.
  - Limadendron Meireles & A.M.G.Azevedo: Sie wurde 2014 aufgestellt. Die nur zwei Arten kommen im tropischen Südamerika vor.
  - Plagiocarpus Benth.: Sie enthält nur eine Art:
    - Plagiocarpus axillaris Benth.: Sie kommt nur in den australischen Bundesstaaten Northern Territory, Queensland sowie Western Australia vor.

  - Poecilanthe Benth.:[8] Es gibt etwa neun Arten in der Neotropis.
    - Poecilanthe parviflora Benth.

  - Tabaroa L.P.Queiroz, G.P.Lewis & M.F.Wojc.: Sie enthält nur eine Art:
    - Tabaroa caatingicola L.P.Queiroz, G.P.Lewis & M.F.Wojc.: Sie wurde 2010 für die Caatinga des brasilianischen Bundesstaates Bahía erstbeschrieben.[9]

  - Templetonia R.Br.:[8] Die etwa zwölf Arten kommen nur in Australien vor, hauptsächlich in seinem trockenen Zentrum.
  - Thinicola J.H.Ross:[8] Sie enthält nur eine Art:
    - Thinicola incana (J.H.Ross) J.H.Ross (Syn.: Templetonia incana J.H.Ross): Sie kommt nur im australischen Bundesstaat Western Australia vor.

- Tribus Caraganeae wird in zwei Subtribus gegliedert:[10][11][12]
Subtribus Caraganinae: Sie enthält nur noch eine Gattung:[12]
  - Erbsensträucher (Caragana Fabr., Syn.: Calophaca Fisch. ex DC., Halimodendron Fisch. ex DC.): Die etwa 100 Arten sind vom gemäßigten Asien bis nach Osteuropa verbreitet.[10][12]

Subtribus Chesneyinae: Sie enthält etwa vier Gattungen:[12]
  - Chesneya Lindl. ex Endl. (Syn.: Spongiocarpella Yakovlev & N.Ulziykhutag): Die 21 bis 35 Arten sind vom Mittelmeerraum über Zentral- bis Westasien verbreitet.[12]
  - Chesniella Boriss.: Die etwa sechs Arten sind von Zentralasien bis zum Himalaja und Sibirien verbreitet.[12]
  - Gueldenstaedtia Fisch.: Die etwa vier Arten sind vom Himalaja bis Sibirien und dem nördlichen Indo-China verbreitet.[12]
  - Tibetia (Ali) H.P.Tsui: Die etwa sechs Arten sind vom Himalaja bis China verbreitet.[12]

- Tribus Cicereae Alef.: Sie enthält nur eine Gattung:
  - Kichererbsen (Cicer L.): Die etwa 43 Arten vom Mittelmeerraum bis Zentralasien verbreitet.

- Tribus Crotalarieae Hutch.: Sie enthält weltweit etwa elf Gattungen und mehr als 1200 Arten. Die meisten Arten kommen in Afrika vor und das Zentrum der Artenvielfalt ist die Capensis:[13]
  - Aspalathus L.: Es gibt etwa 255 Arten. Sie kommen hauptsächlich in den südwestlichen Fynbos-Regionen in Südafrika vor; über 50 Arten sind auf der Kap-Halbinsel beheimatet. Die bekannteste Art ist:
    - Rooibos (Aspalathus linearis (Burm. f.) R.Dahlgren)

  - Bolusia Benth.: Es gibt etwa fünf Arten im tropischen und südlichen Afrika.
  - Calobota Eckl. & Zeyh.: 2009 wurde dieser Gattungsname reaktiviert mit 16 Arten, die aus der Gattung Lebeckia ausgegliedert wurden. Sie sind nur in der Capensis beheimatet.[14]
  - Crotalaria L. (Syn.: Goniogyna DC., Heylandia DC., Pentadynamis R.Br., Priotropis Wight & Arn., Quirosia Blanco): Die etwa 690 Arten kommen hauptsächlich in tropischen bis subtropischen Gebieten weltweit vor.
  - Lebeckia Thunb.: Vor 2009 waren etwa 43 Arten enthalten, neun Arten wurden in die neue Gattung Wiborgia und 16 in die Gattung Calobota ausgegliedert. Es gibt nur noch etwa 14 Arten. Sie kommen nur in den südafrikanischen Provinzen Nord-, West- und Ostkap vor.[14]
  - Lotononis (DC.) Eckl. & Zeyh.: Es gibt etwa 160 Arten in Afrika, südlichen Asien und Südeuropa.
  - Pearsonia Dummer: Die etwa elf Arten kommen hauptsächlich im südlichen tropischen Afrika vor; je eine Art ist in Zentralafrika und in Madagaskar beheimatet.
  - Rafnia Thunb.: Die etwa 25 Arten kommen in der Capensis vor; nur eine Art reicht auch bis KwaZulu-Natal.
  - Robynsiophyton R.Wilczek: Sie enthält nur eine Art:
    - Robynsiophyton vanderystii R.Wilczek: Sie kommt in Angola, der Demokratischen Republik Kongo und Sambia vor.

  - Rothia Pers.: Sie enthält nur zwei Arten in der Alten Welt:
    - Rothia hirsuta (Guill. & Perr.) Baker: Sie ist auf dem afrikanischen Kontinent weitverbreitet.
    - Rothia indica (L.) Druce: Sie ist im südlichen Asien, Südostasien und Australien weitverbreitet.

  - Spartidium Pomel: Sie enthält nur eine Art:
    - Spartidium saharae (Coss. & Durieu) Pomel: Sie ist in Nordafrika (Marokko, Algerien, Tunesien, Libyen) weitverbreitet.[15]

  - Wiborgia Thunb.: Diese Gattung wurde 2009 mit neun Arten neu aufgestellt, die aus der Gattung Lebeckia ausgegliedert wurden. Die etwa neun Arten kommen nur in der Capensis vor.[14][16]

- Tribus Dalbergieae Bronn ex DC.: Sie enthält etwa 49 Gattungen mit etwa 1355 Arten und kommt fast weltweit vor, ihr Schwerpunkt liegt in den Tropen.

- Tribus Desmodieae (Benth.) Hutch.: Sie enthält zwei Subtribus, etwa 23 bis 30 Gattungen und 520 bis 530 Arten.

- Tribus Dipterygeae: Sie enthält etwa drei Gattungen mit etwa 15 Arten:
  - Dipteryx Schreb.: Es gibt etwa acht Arten, beispielsweise
    - Dipteryx micrantha Harms
    - Dipteryx oleifera Benth.
    - Tonkabohnenbaum (Dipteryx odorata (Aubl.) Willd.): Nördliches Südamerika

  - Pterodon Vogel: Die nur zwei Arten sind in Brasilien und Bolivien verbreitet.
  - Taralea Aubl.: Die etwa fünf Arten kommen in Südamerika vor.

- Tribus Diocleae (Benth.) Hutch. (Syn.: Diocleinae (Benth.) Lackey, Diocleinae (Benth.) Schrire et al., Diocleinae (Benth.) Taub., Diocleae Benth., Galactieae (Benth.) Hutch., Galactieae Benth.): Sie wurde bereits 1964 als Tribus aufgestellt, galt aber lange Zeit als Subtribus Diocleinae. 2015 wurde die Subtribus Diocleinae aus Phaseoleae ausgegliedert, erhält wieder den Rang als Tribus und enthält etwa 13 Gattungen:[17]
  - Bionia Mart.: Es gibt etwa vier Arten.
  - Camptosema Hook. & Arn.
  - Canavalia Adans.: Die 46 bis 60 Arten sind von den Subtropen bis Tropen fast weltweit verbreitet.
  - Cleobulia Mart. ex Benth.: Sie enthält etwa vier Arten.[18]
  - Collaea DC.: Es gibt etwa vier Arten.
  - Cratylia Mart. ex Benth.: Es gibt etwa sieben Arten.
  - Cymbosema Benth.: Von den zwei Arten kommt eine in Zentralamerika und die andere im Amazonasgebiet vor.[18]
  - Dioclea Kunth: Sie enthält etwa 50 Arten.[18]
  - Galactia P.Browne
  - Lackeya Fortunato, L.P.Queiroz & G.P.Lewis: Sie enthält nur eine Art:
    - Lackeya multiflora (Torr. & A.Gray) Fortunato, L.P.Queiroz & G.P.Lewis: Sie kommt in den südlichen US-Bundesstaaten und in Mexiko vor.

  - Luzonia Elmer: Sie enthält nur eine Art:
    - Luzonia purpurea Elmer: Sie kommt auf den Philippinen vor.

  - Macropsychanthus Harms ex K.Schum. & Lauterb.: Sie enthält drei bis vier Arten.[18]
  - Neorudolphia Britton
  - Rhodopis Urb.

- Tribus Euchresteae (Nakai) Ohashi: Sie enthält nur eine Gattung mit etwa vier Arten:
  - Euchresta Benn.: Die etwa vier Arten sind in Asien verbreitet.

- Tribus Fabeae Rchb., Syn.: Vicieae DC.: Sie enthält etwa fünf Gattungen und etwa 330 Arten hauptsächlich in den nördlichen gemäßigten Breiten, aber auch bis zum tropischen Ostafrika, Südamerika und auf pazifischen Inseln.

- Tribus Galegeae Lindl.: Sie enthält etwa 24 Gattungen und etwa 2900 bis 3200 Arten hauptsächlich in Eurasien und Nordamerika.

- Tribus Genisteae Bronn: Die etwa 25 Gattungen[19] mit 550 bis 570 Arten sind hauptsächlich verbreitet in Afrika und Europa, aber die meisten Lupinus-Arten sind in Nord- und Südamerika verbreitet:
  - Drüsenginster (Adenocarpus DC.): Die etwa 15 Arten sind hauptsächlich im Mittelmeerraum verbreitet. Drei Arten sind auf den Kanarischen Inseln beheimatet und eine Art kommt in der afromontanen Vegetationszone in Zentralafrika vor.
  - Anarthrophyllum Benth.: Es gibt etwa 80 Arten.
  - Argyrocytisus (Maire) Frodin & Heywood ex Raynaud: Sie enthält nur eine Art:
    - Silberginster (Argyrocytisus battandieri (Maire) Raynaud): auch Marokkanischer Ginster, ist nur in Marokko beheimatet. Im Vereinigten Königreich ist er ein Neophyt.

  - Argyrolobium Eckl. & Zeyh.:[19] Es gibt etwa 95 Arten. Darunter:
    - Silberhülse (Argyrolobium zanonii (Turra) P.W.Ball).

  - Dornginster (Calicotome Link): Die etwa vier Arten sind im Mittelmeerraum verbreitet.
  - Cytisophyllum O.Lang: Sie enthält vielleicht nur eine Art:
    - Meergrüner Geißklee (Cytisophyllum sessilifolium (L.) O.Lang): Sie ist in Spanien, Frankreich und Italien beheimatet. Nicht sicher ist, ob die Bestände in Algerien ursprünglich sind. In einigen Gebieten Eurasiens (beispielsweise in der Ukraine und in Moldawien) ist sie ein Neophyt.

  - Geißklee (Cytisus Desf., Syn.: Chamaecytisus Link, Chronanthus K.Koch, Lembotropis Griseb., Sarothamnus Wimm., Spartocytisus Webb & Berthel.):[19] Die je nach Autor 30 bis 70 Arten sind in Europa, Westasien und Nordafrika weitverbreitet und im Mittelmeerraum besonders artenreich vertreten.
  - Dichilus DC.:[19] Die etwa fünf Arten sind im südlichen Afrika weitverbreitet.
  - Echinospartum (Spach) Fourr.: Die nur drei Arten kommen in Spanien, Portugal und Frankreich vor.
  - Erinacea Adans.: Die nur zwei Arten sind im Mittelmeerraum verbreitet.
  - Ginster (Genista L., Syn.: Asterocytisus (W.D.J.Koch) Schur ex Fuss, Chamaespartium Adans., Enantiosparton K.Koch, Genistella Ortega, Pterospartum (Spach) K.Koch, Rivasgodaya Esteve, Teline Medik.): Die 90 bis 120 Arten sind in Europa, Westasien und Nordafrika weitverbreitet.
  - Gonocytisus Spach: Die drei Arten kommen in Israel, Libanon, Syrien und in der Türkei vor; nur eine Art (Gonocytisus angulatus (L.) Spach) kommt auch im europäischen Teil der Türkei vor.
  - Hesperolaburnum Maire: Sie enthält nur eine Art:
    - Hesperolaburnum platycarpum (Maire) Maire: Sie kommt nur in Marokko vor.

  - +Laburnocytisus C.K.Schneid.: Es handelt sich um eine Chimäre aus Chamaecytisus purpureus + Laburnum anagyroides. Es gibt nur eine Art:
    - +Laburnocytisus adamii (Poit.) C.K.Schneid.: Sie wurde 1825 erstmals aus dem Garten von J. L. Adam in Vitry nahe Paris, Frankreich, veröffentlicht.[20]

  - Goldregen (Laburnum Fabr.): Die nur zwei Arten sind hauptsächlich in Europa beheimatet, aber in vielen Gebieten Neophyten.
  - Lupinen (Lupinus L.): Je nach Autor gibt es 100 bis mehrere hundert (550) Arten, wobei 200 bis 280 Arten seit 2000 am häufigsten genannt werden. Die Gattung besitzt eine fast weltweite Verbreitung mit Hauptzentren der Artenvielfalt im südlichen bis westlichen Nordamerika, den Anden und in Neuseeland sowie Teilen Australiens; ein sekundäres Diversitätszentrum liegt im Mittelmeerraum sowie Afrika.
  - Melolobium Eckl. & Zeyh.:[19] Es gibt etwa 27 Arten.
  - Petteria C.Presl: Sie enthält nur eine Art:
    - Petteria ramentacea (Sieber) C.Presl: Sie ist nur in Albanien und dem früheren Jugoslawien beheimatet.

  - Podocytisus Boiss. & Heldr.: Sie enthält nur eine Art:
    - Podocytisus caramanicus Boiss. & Heldr.: Sie kommt in Albanien, früheren Jugoslawien, Griechenland und im asiatischen Teil der Türkei vor.

  - Polhillia C.H.Stirt.: Es gibt etwa sechs Arten.
  - Retama Raf.: Die etwa vier Arten kommen auf der Iberischen Halbinsel, Sizilien, den Kanarischen Inseln, in Nordafrika von der Westsahara bis Ägypten und in Vorderasien vom Libanon bis Saudi-Arabien vor. Zwei Arten sind Neophyten in Australien und Südamerika.
    - Retama sphaerocarpa (L.) Boiss.: Aus Spanien, Portugal, Marokko, Mauretanien, Tunesien und Algerien.

  - Sellocharis Taub.: Sie enthält nur eine Art:[19]
    - Sellocharis paradoxa Taub.: Sie kommt nur in den subtropischen Grasländern des südlichen Brasilien vor.[19]

  - Spartium L.: Sie enthält nur eine Art:
    - Pfriemenginster (Spartium junceum L.): Er ist in Nordafrika und auf den Kanarischen Inseln beheimatet, kommt aber heute auch in anderen Gebieten Afrikas bis Südafrika vor.

  - Stauracanthus Link: Die nur zwei Arten kommen auf der Iberischen Halbinsel und in Marokko vor:[21]
    - Stauracanthus genistoides (Brot.) Samp.
    - Stauracanthus boivinii (Webb) Samp.

  - Stechginster (Ulex L.): Es gibt etwa 13 Arten in Westeuropa und nordwestlichen Afrika. Das Zentrum der Artenvielfalt ist die Iberische Halbinsel.

- Tribus Glycyrrhizeae Rydb. (Syn.: Glycyrrhizinae Rydb.): Sie enthält seit 2021 nur zwei Gattungen:[3]
  - Süßhölzer (Glycyrrhiza L.)[3]
  - Glycyrrhizopsis Boiss.: Sie enthält seit 2022 zwei Arten, die nur im asiatischen Teil der Türkei vorkommen.[3]
- Tribus Hedysareae DC.:[10][11][12] Die früher etwa zehn Gattungen und etwa 400 bis 460 Arten sind auf der gesamten Nordhalbkugel verbreitet.

- Tribus Hypocalypteae A.L.Schutte: Sie enthält nur eine Gattung:
  - Hypocalyptus Thunb.: Die nur drei Arten kommen nur in Südafrika vor.

- Tribus Indigofereae Benth.: Sie enthält etwa sechs bis sieben Gattungen und etwa 800 Arten in den Tropen und Subtropen weltweit:
  - Cyamopsis DC.: Die etwa fünf Arten sind meist in Afrika verbreitet.
  - Indigastrum Jaub. & Spach: Es gibt etwa acht Arten.
  - Indigofera L.: Die etwa 700 Arten kommen weltweit in tropischen bis warm-gemäßigten Gebieten vor. Ihr Verbreitungsschwerpunkt liegt mit etwa 490 Arten in Afrika und Madagaskar.
  - Microcharis Benth.: Es gibt etwa 35 Arten.
  - Phylloxylon Baill.: Es gibt etwa sieben Arten.
  - Rhynchotropis Harms: Die nur zwei Arten kommen in Angola, Malawi, DR Kongo und Sambia vor.
  - Vaughania S.Moore: Es gibt etwa elf Arten.

- Tribus Loteae DC. (Syn.: Coronilleae Adans.): Sie enthält etwa 17 bis 18 Gattungen und etwa 270 Arten in den gemäßigten Gebieten.

- Tribus Millettieae Miq.: Sie wurde 1855 durch Friedrich Anton Wilhelm Miquel aufgestellt. Die Tribus Millettieae hat früher etwa 43 bis 45 Gattungen[1] mit 900 bis 920 Arten enthalten, die in den Tropen und Subtropen weltweit vorkommen. Es wurden einige Gattungen in neue oder andere Tribus ausgegliedert:[22][23]
  - Aganope Miq.: Die etwa sieben Arten sind im tropischen und subtropischen Afrika, Asien, sowie auf Pazifischen Inseln verbreitet.
  - Antheroporum Gagnep.:[23] Die etwa fünf Arten sind im südlichen China, Thailand und Vietnam verbreitet.
  - Apurimacia Harms:[23] Die zwei bis vier Arten sind in Südamerika verbreitet.
  - Austrosteenisia R.Geesink: Die nur zwei Arten sind in Australien und Neuguinea verbreitet.
  - Bergeronia Micheli: Sie enthält nur eine Art:
    - Bergeronia sericea Micheli: Sie kommt in Argentinien und Paraguay vor.

  - Burkilliodendron Sastry: Mit der einzigen Art:
    - Burkilliodendron album (Ridl.) Sastry: Sie kommt in Malesien vor.

  - Chadsia Bojer:[23] Die etwa 18 Arten kommen in Madagaskar vor.
  - Craibia Harms & Dunn: Die etwa zehn Arten sind in Afrika verbreitet.
  - Craspedolobium Harms: Sie enthält nur eine Art:
    - Craspedolobium unijugum (Gagnepain) Z.Wei & Pedley: Sie ist in Südostasien und China verbreitet.

  - Dahlstedtia Malme:[23] Sie enthält nur eine Art:
    - Dahlstedtia pinnata (Benth.) Malme: Sie kommt in Brasilien vor.

  - Dalbergiella Baker f.: Die etwa drei Arten sind in Afrika verbreitet.
  - Deguelia Aubl.:[23] Die etwa 16 Arten sind in Südamerika verbreitet.
  - Derris Lour.:[23] Die etwa 50 Arten sind im tropischen und subtropischen Afrika, Asien, Australien, sowie auf Pazifischen Inseln verbreitet.
  - Dewevrea Micheli: Die nur ein oder zwei Arten sind in Afrika verbreitet.
  - Disynstemon R.Vig.: Sie enthält nur eine Art:
    - Disynstemon paullinioides (Baker) M.Pelt.: Sie ist in Madagaskar beheimatet.

  - Fordia Hemsl.:[23] Die etwa acht Arten sind in Südostasien verbreitet.
  - Hesperothamnus Brandegee:[23] Die etwa drei Arten sind in Mexiko verbreitet.
  - Kunstleria Prain: Die etwa acht Arten sind in Asien verbreitet.
  - Leptoderris Dunn:[23] Die etwa 20 Arten sind in Afrika verbreitet.
  - Lonchocarpus Kunth:[23] Bis auf eine afrikanische Art sind alle 150 Arten in der Neotropis verbreitet.
  - Margaritolobium Harms: Sie enthält nur eine Art:
    - Margaritolobium luteum (I.M.Johnst.) Harms: Sie ist in Venezuela beheimatet.

  - Millettia Wight & Arn.:[23] Die etwa 100 Arten sind im tropischen und subtropischen Afrika, Asien und Australien verbreitet.
  - Mundulea (DC.) Benth.:[23] Die etwa zwölf Arten sind in Madagaskar verbreitet, eine davon kommt auch in Afrika und Südostasien vor.
  - Ostryocarpus Hook. f.: Die nur zwei Arten sind in Afrika verbreitet.
  - Paraderris (Miq.) R.Geesink: Die etwa 15 Arten sind von Südostasien bis Neuguinea verbreitet.
  - Philenoptera Hochst. ex A.Rich.:[23] Die etwa 15 Arten sind in Afrika verbreitet.
  - Piscidia L.:[23] Die etwa acht Arten sind in Zentralamerika und auf den Karibischen Inseln verbreitet.
  - Platycyamus Benth.: Die nur zwei Arten sind in der Neuen Welt verbreitet.
  - Platysepalum Welw. ex Baker:[23] Die etwa zwölf Arten sind in Afrika verbreitet.
  - Pongamia Adans. (manchmal in Milletia): Sie enthält nur eine Art (nach Flora of China):
    - Pongamia pinnata (L.) Merrill: Sie ist weltweit in den Tropen und teilweise in den Subtropen verbreitet.

  - Pongamiopsis R.Vig.:[23] Die nur zwei Arten kommen in Madagaskar vor.
  - Ptycholobium Harms:[23] Die etwa drei Arten sind von Afrika bis zur Arabischen Halbinsel verbreitet.
  - Pyranthus Du Puy & Labat:[23] Mit etwa sechs Arten.
  - Requienia DC.:[23] Die etwa drei Arten sind in Afrika verbreitet.
  - Schefflerodendron Harms: Die drei bis vier Arten sind in Afrika verbreitet.
  - Sylvichadsia Du Puy & Labat:[23] Die etwa vier Arten kommen in Madagaskar vor.
  - Tephrosia Pers.:[23] Die etwa 400 Arten sind in tropischen und subtropischen Gebieten weltweit verbreitet.
  - Xeroderris Roberty: Sie enthält nur eine Art:
    - Xeroderris stuhlmannii (Taub.) Mendonça & E.P.Sousa: Sie ist vom tropischen bis ins südliche Afrika verbreitet.

- Tribus Mirbelieae (Benth.) Polhill: Sie kommt nur in Australien einschließlich Tasmanien vor; nur die Art Gomphlobium nitidum reicht nach Norden bis Papua-Neuguinea. Sie enthält etwa 24 Gattungen mit etwa 756 Arten (Stand 2021):[24]
  - Almaleea Crisp & P.H.Weston: Die etwa fünf Arten kommen in Tasmanien, New South Wales, Victoria und Queensland vor.[24]
  - Aotus Sm.: Es gibt je nach Autor 6 bis 14 Arten.[24]
  - Callistachys Vent.: Sie enthält nur eine Art:
    - Callistachys lanceolata Vent.: Sie kommt nur in Western Australia vor.

  - Chorizema Labill.: Es gibt je nach Autor 16 bis 28 Arten.[24]
  - Daviesia Sm.: Es gibt 80 bis 130 Arten.[24]
  - Dillwynia Sm.: Es gibt 21 bis 36 Arten.[24]
  - Erichsenia Hemsl.: Sie enthält nur eine Art:[24]
    - Erichsenia uncinata Hemsl.: Sie kommt nur in Western Australia vor.

  - Euchilopsis F.Muell.: Sie enthält nur eine Art:[24]
    - Euchilopsis linearis (Benth.) F.Muell.: Sie kommt nur in Western Australia vor.

  - Eutaxia R.Br.: Es gibt sieben bis zwölf Arten.[24]
  - Gastrolobium R.Br.: Die je nach Autor 35 bis 60 oder bis zu 109[24] Arten kommen hauptsächlich im südwestlichen Western Australia vor, nur zwei Arten sind im nördlichen Australien beheimatet.
  - Gompholobium Sm.: Es gibt 35 bis 46 Arten.[24]
  - Isotropis Benth.: Es gibt zwölf bis 15 Arten.[24]
  - Jacksonia R.Br. ex Sm.: Es gibt 37 bis 74 Arten.[24]
  - Latrobea Meisn.: Die etwa fünf Arten kommen nur in Western Australia vor.
  - Leptosema Benth.: Die sechs bis zwölf Arten kommen nur in Western Australia, Northern Territory sowie South Australia vor.[24]
  - Mirbelia Sm.: Es gibt etwa 26 Arten.[24]
  - Oxylobium Andrews: Es gibt 7 bis 17 Arten.[24]
  - Phyllota (DC.) Benth.: Die fünf bis Arten kommen in Tasmanien, Western Australia, New South Wales, Victoria und Queensland vor.[24]
  - Podolobium R.Br.: Sie enthält nur eine Art:
    - Podolobium ilicifolium (Andrews) Crisp & P.H.Weston: Sie kommt in New South Wales, Queensland und Victoria vor.

  - Pultenaea Sm.: Es gibt 104 bis 130 Arten.[24]
  - Sphaerolobium Sm.: Es gibt 18 bis 22 Arten.[24]
  - Stonesiella Crisp & P.H.Weston: Sie enthält nur eine Art:[24]
    - Stonesiella selaginoides (Hook.f.) Crisp & P.H.Weston: Sie kommt nur in Tasmanien vor.

  - Urodon Turcz.: Die zwei bis vier Arten kommen nur in Western Australia vor.[24]
  - Viminaria Sm.: Sie enthält nur eine Art:[24]
    - Viminaria juncea (Schrad.) Hoffmanns.: Sie kommt in Tasmanien, New South Wales, Queensland, South Australia, Victoria sowie Western Australia vor.

- Tribus Phaseoleae Bronn ex DC.: Sie enthält sieben Subtribus, etwa 90 Gattungen und etwa 1570 Arten weltweit.

- Tribus Podalyrieae: Die etwa neun Gattungen mit etwa 90 Arten kommen hauptsächlich im Südlichen Afrika vor, aber wenige Arten auch in anderen Teilen des afrikanischen Kontinentes und Madagaskar:
  - Amphithalea Eckl. & Zeyh.: Die etwa 20 Arten kommen nur in Südafrika vor.
  - Cadia Forssk.: Von den etwa sieben Arten kommen sechs nur in Madagaskar vor und eine in Äthiopien, Kenia, Somalia, Oman, Saudi-Arabien, Jemen, aber nicht in Madagaskar.
  - Calpurnia E.Mey.: Von den etwa sieben Arten kommen sechs nur im Südlichen Afrika vor. Nur eine Art, Calpurnia aurea, ist auf dem afrikanischen Kontinent weitverbreitet. Calpurnia aurea ist in vielen Gebieten der Welt ein Neophyt.
  - Honigbüsche (Cyclopia Vent.): Die etwa 23 Arten sind Florenelemente der Kapflora (Capensis) und sind nur in den südafrikanischen Provinzen Westkap sowie Ostkap beheimatet.
  - Liparia L.: Die nur zwei Arten kommen nur in Südafrika vor.
  - Podalyria Willd.: Von den etwa 17 Arten kommen alle in der Capensis vor, nur eine davon reicht weiter ostwärts bis ins südliche KwaZulu-Natal.[25]
  - Stirtonanthus B.-E. van Wyk & A.L.Schutte: Die nur drei Arten kommen nur in Südafrika vor.
  - Virgilia Poir.: Von den nur zwei Art kommt eine nur in Südafrika und die andere auch in Kenia, Tansania, Simbabwe vor.
  - Xiphotheca Eckl. & Zeyh.: Die etwa neun Arten kommen nur in der Capensis vor.

- Tribus Psoraleeae Lowe: Sie enthält neun bis zehn Gattungen mit 185 bis 188 Arten. Davon kommen sieben Gattungen nur von Nordamerika bis nach Mexiko vor:[6]
  - Bituminaria Heist. ex Fabr.: Die nur zwei Arten sind in Eurasien verbreitet. Darunter:
    - Harzklee (Bituminaria bituminosa (L.) C.H.Stirt.)

  - Cullen Medik.: Die etwa elf Arten sind fast weltweit verbreitet.
  - Hoita Rydb.: Die nur zwei Arten kommen im nordwestlichen Mexiko und in Kalifornien vor.
  - Orbexilum Raf.: Sie enthält nur eine Art:
    - Orbexilum virgatum (Nutt.) Rydb.: Sie kommt nur in Florida sowie Georgia vor.

  - Otholobium C.H.Stirt.: Von den etwa 61 Arten kommen 53 im südlichen und östlichen Südlichen Afrika und acht Arten in Südamerika vor.
  - Pediomelum Rydb.: Die etwa fünf Arten kommen alle in den USA und eine davon auch im mexikanischen Bundesstaat Chihuahua vor.
  - Psoralea L. (Hallia Thunb.): Die 50 bis 96 Arten kommen im südlichen und östlichen Südlichen Afrika vor. Eine Art aus St. Helena ist ausgestorben. Zu den anderen Arten gehören beispielsweise:
    - Psoralea margaretiflora C.H.Stirt. & V.R.Clark
    - Psoralea pinnata L.

  - Psoralidium Rydb.: Sie enthält nur eine Art:
    - Psoralidium junceum (Eastw.) Rydb. (Syn.: Ladeania juncea (Eastw.) Reveal & A.N.Egan): Sie kommt nur in Arizona sowie Utah vor.

  - Rupertia J.W.Grimes: Die nur drei Arten kommen im westlichen Nordamerika in der kanadischen Provinz British Columbia und in den US-Bundesstaaten Kalifornien, Idaho, Oregon sowie Washington vor.

- Tribus Robinieae Bercht. & J.Presl: Sie enthält etwa elf Gattungen und etwa 70 Arten in der Neuen Welt.

- Tribus Sesbanieae Rydb.: Sie enthält nur eine Gattung:
  - Sesbania Scop.: Die etwa 60 Arten weltweit verbreitet, außer in Europa.

- Tribus Sophoreae Polhill: Sie enthält etwa 43 Gattungen und etwa 390 bis 400 Arten hauptsächlich in den Tropen und Subtropen.

- Tribus Swartzieae DC.: Sie enthält etwa 17 Gattungen mit etwa 258 Arten:
  - Aldina Endl.: Die 13 bis 14 Arten sind im nördlichen Südamerika verbreitet.
  - Amburana Schwacke & Taub.: Die nur zwei Arten kommen in Südamerika vor.
    - Amburana cearensis (Allemão) A.C.Sm.: Nordwestliches Argentinien, Bolivien, Paraguay und mittleres bis nördliches Brasilien.

  - Ateleia (DC.) Benth.: Die 18 bis 20 Arten sind in der Neotropis verbreitet, wobei die meisten Arten in Zentralamerika und auf Karibischen Inseln vorkommen.
  - Baphiopsis Benth. ex Baker: Sie enthält nur eine Art:
    - Baphiopsis parviflora Baker: Sie kommt in Angola, Kamerun, Gabun, Tansania, Uganda sowie DR Kongo vor.

  - Bobgunnia J.H.Kirkbr. & Wiersema: Die nur zwei Arten sind in Afrika weitverbreitet.
    - Bobgunnia fistuloides (Harms) J.H.Kirkbr. & Wiersema: Aus West- und Zentralafrika.
    - Bobgunnia madagascariensis (Desv.) J.H.Kirkbr. & Wiersema: Sie kommt im tropischen und im südlichen Afrika vor.

  - Bocoa Aubl. (Syn.: Trischidium Tul.): Es gibt etwa vier Arten. Darunter:
    - Bocoa prouacensis Aubl.: Aus Suriname und Französisch-Guyana.

  - Candolleodendron R.S.Cowan: Sie enthält nur eine Art:
    - Candolleodendron brachystachyum (DC.) Cowan: Sie kommt in Südamerika vor.

  - Cordyla Lour.: Von den etwa sieben Arten kommen fünf in Afrika und zwei in Madagaskar vor.
    - Cordyla pinnata (Lepr. ex A.Rich.) Milne-Redh.: Sie kommt in Westafrika vor.

  - Cyathostegia (Benth.) Schery: Die nur zwei Arten kommen in Peru und eine davon auch in Ecuador vor.
  - Dupuya J.H.Kirkbr.: Die nur zwei Arten kommen nur in Madagaskar vor.[26]
  - Exostyles Schott: Die nur zwei Arten kommen in Südamerika vor.
    - Exostyles venusta Schott: Aus dem östlichen Brasilien.

  - Harleyodendron R.S.Cowan: Sie enthält nur eine Art:
    - Harleyodendron unifoliolatum Cowan: Sie kommt in Südamerika vor.

  - Holocalyx Micheli: Sie enthält nur eine Art:
    - Holocalyx balansae Micheli: Sie kommt in Südamerika vor.

  - Lecointea Ducke: Die etwa vier Arten kommen in Südamerika vor.
  - Mildbraediodendron Harms: Sie enthält nur eine Art:
    - Mildbraediodendron excelsum Harms: Sie kommt in Kamerun, in der Zentralafrikanischen Republik, in Ghana, Nigeria, Sudan, Uganda sowie in der DR Kongo vor.

  - Swartzia Schreb. (Syn.: Fairchildia Britton & Rose, Possira Aubl., Rittera Schreb., Riveria Kunth, Tounatea Aubl.): Die etwa 150 Arten sind in der Neotropis verbreitet.
  - Zollernia Wied-Neuw. & Nees: Die acht bis zehn Arten sind in Südamerika verbreitet.

- Tribus Thermopsideae R.Br.: Sie enthält etwa sechs Gattungen und etwa 50 Arten mit einem disjunktem Areal in gemäßigten Gebieten der Nordhalbkugel.

- Tribus Trifolieae (Bronn) Endl.: Sie enthält etwa sechs Gattungen und etwa 485 Arten hauptsächlich in den nördlichen gemäßigten Gebieten der Alten Welt.

- Tribus Wisterieae Zhu (Subtribus Wisteriinae Endl.): Sie wurde 1994 aufgestellt. Sie wurde 2019 erweitert und enthält seither 13 bis 14 Gattung mit etwa 36 Arten; dabei wurden sechs Gattungen neu aufgestellt, zwei reaktiviert und fünf Gattungen waren davor in die Tribus Millettieae eingeordnet.[27] Sie enthält seit 2021 nur noch Lianen in nur noch elf Gattungen:[3][22]
  - Afgekia Craib: Die nur zwei Arten kommen in Laos, Vietnam sowie Thailand vor.[27]
  - Austrocallerya J.Compton & Schrire (Syn.: Millettia sect. Austromillettia Dunn): Sie wurde 2019 aufgestellt. Die etwa drei Arten kommen in Australien, auf Norfolk Island, Bougainville Island, auf den Cook Inseln, auf der Insel Neubritannien, in Neuguinea und Neukaledonien vor.[27]
  - Callerya Endl. (Syn.: Marquartia Vogel): Sie enthält 5 bis 13 Arten, die in Süd- und Südostasien vorkommen.[27]*
  - Endosamara R.Geesink: Sie enthält nur eine Art:[27]
    - Endosamara racemosa (Roxb.) Geesink (Syn.: Robinia racemosa Roxb.)[27]

  - Kanburia J.Compton, Mattapha, Sirich. & Schrire: Sie wurde 2019 aufgestellt. Die nur zwei Arten kommen in Thailand vor.[27]
  - Nanhaia J.Compton & Schrire: Sie wurde 2019 aufgestellt und enthält nur zwei Arten in China und Nordvietnam.[27]
  - Padbruggea Miq.: Die etwa drei Arten kommen im südlichen China, Indochina, Indonesien, Malaysia, Thailand, Myanmar, Australien, Neuguinea und einigen angrenzenden pazifischen Inseln mit den südlichsten Vorkommen in Neukaledonien sowie den Norfolk Inseln.[27]
  - Sarcodum Lour.: Die etwa drei Arten kommen in China, Indonesien, Laos, Vietnam, auf den Philippinen sowie Salomonen vor.[27]
  - Serawaia J.Compton & Schrire: Sie wurde 2019 aufgestellt und enthält nur eine Art:[27]
    - Serawaia strobilifera (Schot) J.Compton & Schrire (Syn.: Callerya strobilifera Schot.)[27]

  - Sigmoidala J.Compton & Schrire: Sie wurde 2019 aufgestellt und enthält nur eine Art:[27]
    - Sigmoidala kityana (Craib) J.Compton & Schrire (Syn.: Millettia kityana Craib., Callerya kityana (Craib) Schot): Dieser Endemit kommt nur im nördlichen Thailand vor.[27]

  - Villosocallerya L.Duan, J.Compton & Schrire: Sie wurde 2021 aufgestellt und enthält Arten, die davor in die Gattung Callerya eingegliedert waren.[22]
  - Wisteria Nutt.: Von den vier Arten kommen je zwei in China, Japan sowie Korea und eine in Nordamerika vor.[27]
  - Whitfordiodendron Elmer: Die etwa vier Arten kommen in Borneo, Sumatra, Malaysia und den Philippinen vor.[27]

- Einige nah verwandte Gattungen, die bis 2001 zur Tribus Dalbergieae gestellt wurden, sind etwa gleich nah mit den Gattungen der Tribus Sophoreae wie der Tribus Dalbergieae verwandt und deshalb derzeit in keiner Tribus eingeordnet:
  - Andira Juss.: Die etwa 29 Arten sind in der Neotropis verbreitet, nur eine kommt in Afrika vor.
  - Hymenolobium Benth.: Die 13 bis 18 Arten sind hauptsächlich in Brasilien, den Guyanas und Venezuela verbreitet; eine Art reicht bis Peru, eine bis Ecuador und eine Art kommt nur in Zentralamerika (Panama, Costa Rica, Nicaragua) vor.
  - Vatairea Aubl.: Es gibt etwa acht Arten sind in der Neotropis verbreitet.
  - Vataireopsis Ducke: Die etwa vier Arten kommen in Brasilien, Französisch-Guayana und Surinam vor.

### Gattungen alphabetisch
| - Abrus Adans. - Acosmium Schott - Adenocarpus DC. - Adinobotrys Dunn - Adenodolichos Harms - Adesmia DC. - Aenictophyton A.T.Lee - Aeschynomene L. - Afgekia Craib - Aganope Miq. - Airyantha Brummitt - Aldina Endl. - Alexa Moq. - Alhagi Gagnebin - Alistilus N.E.Br. - Almaleea Crisp & P.H.Weston - Alysicarpus Desv. - Amburana Schwacke & Taub. - Amicia Kunth - Ammodendron Fisch. ex DC. - Ammopiptanthus S.H.Cheng - Amorpha L. - Amphicarpaea Elliott ex Nutt. - Amphimas Pierre ex Harms - Amphithalea Eckl. & Zeyh. - Anagyris L. - Anarthrophyllum Benth. - Andira Juss. - Angylocalyx Taub. - Antheroporum Gagnep. - Anthyllis L. - Antopetitia A.Rich. - Aotus Sm. - Aphyllodium (DC.) Gagnep. - Apios Fabr. - Apoplanesia C.Presl - Apurimacia Harms - Arachis L. - Argyrocytisus (Maire) Raynaud - Argyrolobium Eckl. & Zeyh. - Arthroclianthus Baill. - Aspalathus L. - Astragalus L. - Ateleia (DC.) Benth. - Austrocallerya J.Comp - Austrodolichos Verdc. - Austrosteenisia R.Geesink - Baphia Afzel. ex Lodd. et al. - Baphiopsis Benth. ex Baker - Baptisia Vent. - Barbieria DC. - Behaimia Griseb. - Bergeronia Micheli - Biserrula L. - Bituminaria Heist. ex Fabr. - Bobgunnia J.H.Kirkbr. & Wiersema - Bocoa Aubl. - Bolusafra Kuntze - Bolusanthus Harms - Bolusia Benth. - Bossiaea Vent. - Bowdichia Kunth - Brongniartia Kunth - Brya P.Browne - Bryaspis P.A.Duvign. - Burkilliodendron Sastry - Butea Roxb. ex Willd. - Cadia Forssk. - Cajanus Adans. - Calia Berland. - Calicotome Link - Callerya Endl. - Callistachys Vent. - Calobota Eckl. & Zeyh. - Calophaca Fisch. ex DC. - Calopogonium Desv. - Calpurnia E.Mey. - Camoensia Welw. ex Benth. & Hook.f. - Camptosema Hook. & Arn. - Campylotropis Bunge - Canavalia Adans. - Candolleodendron R.S.Cowan - Caragana Fabr. - Carmichaelia R.Br. - Carrissoa Baker f. - Cascaronia Griseb. - Castanospermum A.Cunn. ex Hook. - Centrolobium Mart. ex Benth. - Centrosema (DC.) Benth. - Chadsia Bojer - Chaetocalyx DC. - Chamaecytisus Link - Chapmannia Torr. & A.Gray - Chesneya Lindl. ex Endl. - Chorizema Labill. - Christia Moench - Cicer L. - Cladrastis Raf. - Clathrotropis (Benth.) Harms - Cleobulia Mart. ex Benth. - Clianthus Sol. ex Lindl. - Clitoria L. | - Clitoriopsis R.Wilczek - Cochlianthus Benth. - Codariocalyx Hassk. - Collaea DC. - Cologania Kunth - Colutea L. - Cordyla Lour. - Coronilla L. - Coursetia DC. - Craibia Harms & Dunn - Cranocarpus Benth. - Craspedolobium Harms - Cratylia Mart. ex Benth. - Crotalaria L. - Cruddasia Prain - Cullen Medik. - Cyamopsis DC. - Cyathostegia (Benth.) Schery - Cyclocarpa Afzel. ex Urb. - Cyclolobium Benth. - Cyclopia Vent. - Cymbosema Benth. - Cytisophyllum O.Lang - Cytisopsis Jaub. & Spach - Cytisus Desf. - Dahlstedtia Malme - Dalbergia L. f. - Dalbergiella Baker f. - Dalea L. - Dalhousiea Wall. ex Benth. - Daviesia Sm. - Decorsea R.Vig. - Dendrolobium (Wight & Arn.) Benth. - Derris Lour. - Desmodiastrum (Prain) A.Pramanik & Thoth. - Desmodium Desv. - Dewevrea Micheli - Dichilus DC. - Dicraeopetalum Harms - Dillwynia Sm. - Dioclea Kunth - Diphyllarium Gagnep. - Diphysa Jacq. - Diplotropis Benth. - Dipogon Liebm. - Dipteryx Schreb. - Discolobium Benth. - Disynstemon R.Vig. - Dolichopsis Hassl. - Droogmansia De Wild. - Dumasia DC. - Dunbaria Wight & Arn. - Dussia Krug & Urb. ex Taub. - Dysolobium (Benth.) Prain - Ebenus L. - Echinospartum (Spach) Fourr. - Eleiotis DC. - Eminia Taub. - Endosamara R.Geesink - Eremosparton Fisch. & C.A.Mey. - Erichsenia Hemsl. - Erinacea Adans. - Eriosema (DC.) Desv. - Errazurizia Phil. - Erythrina L. - Etaballia Benth. - Euchilopsis F.Muell. - Euchresta Benn. - Eutaxia R.Br. - Eversmannia Bunge - Exostyles Schott - Eysenhardtia Kunth - Fiebrigiella Harms - Fissicalyx Benth. - Flemingia Roxb. ex W.T.Aiton - Fordia Hemsl. - Galactia P.Browne - Galega L. - Gastrolobium R.Br. - Geissaspis Wight & Arn. - Genista L. - Genistidium I.M.Johnst. - Geoffroea Jacq. - Gliricidia Kunth - Glycine Willd. - Glycyrrhiza L. - Gompholobium Sm. - Gonocytisus Spach - Goodia Salisb. - Grazielodendron H.C.Lima - Gueldenstaedtia Fisch. - Halimodendron Fisch. ex DC. - Hammatolobium Fenzl - Haplormosia Harms - Hardenbergia Benth. - Harleyodendron R.S.Cowan - Harpalyce DC. - Hebestigma Urb. - Hedysarum L. - Herpyza C.Wright - Hesperolaburnum Maire - Hippocrepis L. - Hoita Rydb. - Holocalyx Micheli - Hovea R.Br. - Humularia P.A.Duvign. - Hymenocarpos Savi - Hymenolobium Benth. - Hypocalyptus Thunb. - Indigofera L. - Inocarpus J.R.Forst. & G.Forst. - Isotropis Benth. | - Jacksonia R.Br. ex Sm. - Kanburia J.Compton, Mattapha, Sirich. & Schrire - Kennedia Vent. - Kotschya Endl. - Kummerowia Schindl. - Lablab Adans. - Laburnum Fabr. - Lamprolobium Benth. - Lathyrus L. - Latrobea Meisn. - Lebeckia Thunb. - Lecointea Ducke - Lennea Klotzsch - Lens Mill. - Leptoderris Dunn - Leptodesmia (Benth.) Benth. & Hook.f. - Leptosema Benth. - Lespedeza Michx. - Lessertia DC. - Leucomphalos Benth. ex Planch. - Liparia L. - Lonchocarpus Kunth - Lotononis (DC.) Eckl. & Zeyh. - Lotus L. - Luetzelburgia Harms - Lupinus L. - Luzonia Elmer - Maackia Rupr. - Machaerium Pers. - Macropsychanthus Harms ex K.Schum. & Lauterb. - Macroptilium (Benth.) Urb. - Macrotyloma (Wight & Arn.) Verdc. - Maraniona C.E.Hughes et al. - Margaritolobium Harms - Marina Liebm. - Mastersia Benth. - Mecopus Benn. - Medicago L. - Melilotus Mill. - Melliniella Harms - Melolobium Eckl. & Zeyh. - Mildbraediodendron Harms - Millettia Wight & Arn. - Mirbelia Sm. - Monopteryx Spruce ex Benth. - Mucuna Adans. - Muelleranthus Hutch. - Mundulea (DC.) Benth. - Myrocarpus Allemão - Myrospermum Jacq. - Myroxylon L.f. - Mysanthus G.P.Lewis & A.Delgado - Nanhaia J.Compton & Schrire - Neocollettia Hemsl. - Neoharmsia R.Vig. - Neonotonia J.A.Lackey - Neorautanenia Schinz - Neorudolphia Britton - Nephrodesmus Schindl. - Nesphostylis Verdc. - Nissolia Jacq. - Nogra Merr. - Olneya A.Gray - Onobrychis Mill. - Ononis L. - Ophrestia H.M.L.Forbes - Orbexilum Raf. - Oreophysa (Bunge ex Boiss.) Bornm. - Ormocarpopsis R.Vig. - Ormocarpum P. Beauv. - Ormosia Jacks. - Ornithopus L. - Oryxis A.Delgado & G.P.Lewis - Ostryocarpus Hook.f. - Otholobium C.H.Stirt. - Otoptera DC. - Oxylobium Andrews - Oxyrhynchus Brandegee - Oxytropis DC. - Pachyrhizus Rich. ex DC. - Panurea Spruce ex Benth. & Hook.f. - Paracalyx Ali - Paramachaerium Ducke - Parochetus Buch.-Ham. ex D.Don - Parryella Torr. & A.Gray - Pearsonia Dummer - Pediomelum Rydb. - Peltiera Du Puy & Labat - Periandra Mart. ex Benth. - Pericopsis Thwaites - Petaladenium Ducke - Peteria A.Gray - Petteria C.Presl - Phaseolus L. - Phylacium Benn. - Phyllodium Desv. - Phyllota (DC.) Benth. - Phylloxylon Baill. - Physostigma Balf. - Pickeringia Nutt. ex Torr. & A.Gray - Pictetia DC. - Piptanthus Sweet - Piscidia L. - Pisum L. - Plagiocarpus Benth. - Platycelyphium Harms - Platycyamus Benth. - Platylobium Sm. - Platymiscium Vogel | - Platypodium Vogel - Platysepalum Welw. ex Baker - Podalyria Willd. - Podocytisus Boiss. & Heldr. - Poecilanthe Benth. - Poiretia Vent. - Poitea Vent. - Polhillia C.H.Stirt. - Pongamiopsis R.Vig. - Pseudarthria Wight & Arn. - Pseudeminia Verdc. - Pseudoeriosema Hauman - Pseudovigna (Harms) Verdc. - Psophocarpus Neck. ex DC. - Psoralea L. - Psoralidium Rydb. - Psorothamnus Rydb. - Pterocarpus Jacq. - Pterodon Vogel - Ptycholobium Harms - Ptychosema Benth. ex Lindl. - Pueraria DC. - Pultenaea Sm. - Pycnospora R.Br. ex Wight & Arn. - Pyranthus Du Puy & Labat - Rafnia Thunb. - Ramorinoa Speg. - Retama Raf. - Rhodopis Urb. - Rhynchosia Lour. - Rhynchotropis Harms - Riedeliella Harms - Robinia L. - Robynsiophyton R.Wilczek - Rothia Pers. - Rupertia J.W.Grimes - Sakoanala R.Vig. - Salweenia Baker f. - Sarcodum Lour. - Sartoria Boiss. & Heldr. - Schefflerodendron Harms - Scorpiurus L. - Sellocharis Taub. - Serawaia J.Compton & Schrire - Sesbania Scop. - Shuteria Wight & Arn. - Sigmoidala J.Compton & Schrire: - Sinodolichos Verdc. - Smirnowia Bunge - Smithia Aiton - Soemmeringia Mart. - Sophora L. - Spartidium Pomel - Spartium L. - Spathionema Taub. - Spatholobus Hassk. - Sphaerolobium Sm. - Sphaerophysa DC. - Sphenostylis E.Mey. - Sphinctospermum Rose - Spirotropis Tul. - Spongiocarpella Yakovlev & N.Ulziykh. - Stauracanthus Link - Stirtonanthus B.-E.van Wyk & A.L.Schutte - Stracheya Benth. - Streblorrhiza Endl. - Strongylodon Vogel - Strophostyles Elliott - Stylosanthes Sw. - Styphnolobium Schott - Sutherlandia R.Br. - Swainsona Salisb. - Swartzia Schreb. - Sweetia Spreng. - Sylvichadsia Du Puy & Labat - Tadehagi H.Ohashi - Taralea Aubl. - Taverniera DC. - Templetonia R.Br. - Tephrosia Pers. - Teramnus P.Browne - Teyleria Backer - Thermopsis R.Br. - Tipuana (Benth.) Benth. - Trifidacanthus Merr. - Trifolium L. - Trigonella L. - Tripodion Medik. - Trischidium Tul. - Uleanthus Harms - Ulex L. - Uraria Desv. - Uribea Dugand & Romero - Urodon Turcz. - Vandasina Rauschert - Vatairea Aubl. - Vataireopsis Ducke - Vatovaea Chiov. - Vavilovia Fed. - Vermifrux J.B.Gillett - Vicia L. - Vigna Savi - Viminaria Sm. - Virgilia Poir. - Villosocallerya L.Duan, J.Compton & Schrire - Weberbauerella Ulbr. - Wiborgia Thunb. - Wisteria Nutt. - Xanthocercis Baill. - Zollernia Wied-Neuw. & Nees - Zornia J.F.Gmel. |

## Nutzung
Viele Arten werden als Zierpflanzen verwendet, hier einige Gattungen (Auswahl): Erbsensträucher (Caragana), Blasensträucher (Colutea), Geißklee (Cytisus), Ginster (Genista), Goldregen (Laburnum), Platterbsen (Lathyrus), Lupinen (Lupinus), Blauregen (Wisteria)
Von vielen Arten werden Pflanzenteile, besonders die Hülsenfrüchte und/oder Samen gegessen, hier einige Gattungen (Auswahl): Erdnüsse (Arachis), Kichererbsen (Cicer), Glycine mit der Sojabohne, Linsen (Lens), Lupinen (Lupinus), Phaseolus, zu dieser Gattung gehört unter anderem die Gartenbohne, Erbsen (Pisum), Rooibos (Aspalathus).
Das Holz wird beispielsweise von den Gattungen Balsambäume (Myroxylon), Robinien (Robinia) genutzt.
Einige Arten dienen als Futter. Als Gründünger werden auch einige Arten angebaut.

## Weiterführende Literatur
- Domingos Cardoso, Luciano P. de Queiroz, R. Toby Pennington, Haroldo C. de Lima, Émile Fonty, Martin F. Wojciechowski, Matt Lavin: Revisiting the phylogeny of papilionoid legumes: New insights from comprehensively sampled early-branching lineages. In: American Journal of Botany. Band 99, Nr. 12, 2012, S. 1991–2013, doi:10.3732/ajb.1200380.
- Russell L. Barrett, James Clugston, Lyn G. Cook, Michael D. Crisp, Peter Jobson, Brendan J. Lepschi, Matt A. M. Renner, Peter H. Weston: Understanding Diversity and Systematics in Australian Fabaceae Tribe Mirbelieae. In: Diversity, Volume 13, Issue 8, August 2021, S. 1–38. doi:10.3390/d13080391